# Révélations de télégrammes de la diplomatie américaine par WikiLeaks
Les révélations de télégrammes de la diplomatie américaine par WikiLeaks (WikiLeaks Cablegate ou Cablegate en anglais) sont la diffusion de mémos confidentiels de la diplomatie des États-Unis par le site internet lanceur d'alerte WikiLeaks.
Ce sont 243 270 dépêches diplomatiques envoyées au siège du département d'État des États-Unis à Washington, et 8 017 directives envoyées aux missions diplomatiques américaines de par le monde, soit un total de 251 287 télégrammes, comprenant 261 276 536 mots, qui commencent à être diffusés à partir du 28 novembre 2010, puis en intégralité le 2 septembre 2011.
Jusqu'à leur publication intégrale du 2 septembre 2011 ces documents étaient préfiltrés par WikiLeaks puis filtrés et mis sous une forme journalistique par les médias partenaires (cf. infra), afin de préserver la sécurité des personnes impliquées et de rendre les informations plus compréhensibles par le grand public. Ils étaient ensuite diffusés quasi simultanément sur le site de WikiLeaks et dans les médias partenaires, selon une chronologie et une logique thématique entretenant la curiosité des lecteurs.

## Classification et données clés
Les principales caractéristiques de ces télégrammes sont synthétisées sur la page Cable Viewer du site WikiLeaks.

### Classification officielle des documents
La classification de ces documents, selon les règles de confidentialité du département d'État des États-Unis, est la suivante :
- 15 652 documents classés « secret » ;
- 101 748 documents classés « confidentiel » ;
- 133 887 documents « non classés ».

### Chiffres clés
- L'Irak est le pays le plus commenté avec 15 365 télégrammes dévoilés, dont 6 677 venant de ce pays.
- Ankara (Turquie) a émis le plus de télégrammes dévoilés, avec un total de 7 918.
- Le ministère de l'Intérieur américain (Secretary of State office) est à l'origine de 8 017 télégrammes dévoilés.

### Sujets les plus fréquents
Selon le département d'État américain, les sujets les plus fréquemment discutés sont :
- Politique extérieure : 45 451 documents
- Politique intérieure : 122 896 documents
- Droits de l'Homme : 55 211 documents
- Économie : 49 044 documents
- Terrorisme : 28 801 documents
- Nations unies : 6 532 documents

## Médias relayant et analysant un contenu sélectif des télégrammes

### Liste et chronologie des media partenaires
Cinq premiers organes de presse ont participé depuis l'origine à l'édition des documents bruts transmis par WikiLeaks :
- The New York Times (États-Unis),
- The Guardian (Royaume-Uni),
- Der Spiegel (Allemagne),
- Le Monde (France),
- El País (Espagne).

WikiLeaks avait négocié pendant plusieurs mois la coopération avec ces cinq organes de presse. Cent vingt journalistes de ces médias ont alors lu les télégrammes et décidé ceux qui seraient finalement publiés.
Sylvie Kauffmann, directrice de la rédaction du Monde, indique, le 30 novembre 2010, dans les colonnes du quotidien, que, « à partir du moment où cette masse de documents a été transmise, même illégalement, à WikiLeaks, et qu'elle risque donc de tomber à tout instant dans le domaine public, Le Monde a considéré qu'il relevait de sa mission de prendre connaissance de ces documents, d'en faire une analyse journalistique, et de la mettre à la disposition de ses lecteurs ». Elle poursuit en précisant que, « en commun, les cinq journaux ont soigneusement édité les textes bruts utilisés afin d'en retirer tous les noms et indices dont la divulgation pourrait entraîner des risques pour des personnes physiques », puisque, selon ses vues, « informer (...) n'interdit pas d'agir avec responsabilité » et que « transparence et discernement ne sont pas incompatibles ».
Une semaine plus tard, Sylvie Kauffmann, à la lumière des premières réactions, apporte de nouvelles précisions et s'inscrit en faux contre, selon son point de vue, diverses idées reçues ou contre-vérités. Elle précise par ailleurs que, à son sens, « pour l'historien comme pour le citoyen, c'est un trésor qu'il n'aura pas à attendre vingt ou trente ans, avant l'ouverture des archives », ce qui lui permet en outre, en conclusion, de mettre l'accent sur sa vision du journalisme, dont la mission pourrait consister, selon elle, à « replacer cette masse d'informations dans leur contexte, à l'analyser, à enquêter sur des points restés troubles ou incomplets, à scruter les évolutions que provoqueraient certaines révélations ».
Fin décembre 2010, un média supplémentaire, le quotidien norvégien Aftenposten, se serait procuré la totalité des 251 287 télégrammes diplomatiques en vue de les exploiter en dehors de toute contrainte partenariale avec WikiLeaks. De même, le 22 décembre 2010, le journal russe Novaïa Gazeta s'est vu accorder l'accès aux documents détenus par WikiLeaks dans le but de publier des informations sur la corruption en Russie.
Après ces deux cas précurseurs isolés, une deuxième vague de media a alors eu accès aux fuites du Cablegate, à partir de début 2011, afin notamment d'accélérer la diffusion des documents (cf. infra) :
- Journaux :
  - 20 Minutes en France,
  - Die Welt en Allemagne,
  - Svenska Dagbladet en Suède[7],
  - Politiken au Danemark
  - De Standaard en Belgique,
  - Le Temps et Neue Zürcher Zeitung en Suisse[8]
- Sites internet :
  - Mediapart

### Rythme et logique de diffusion
La diffusion des télégrammes diplomatiques a commencé le 28 novembre 2010, avec un communiqué précisant : « les câbles diplomatiques seront publiés par étapes au cours des prochains mois. Les sujets traités par ces câbles sont tellement importants et leur répartition géographique si vaste, que procéder autrement n’aurait pas rendu justice à ces documents. ».
Les télégrammes comportant des informations mettant en danger des personnes font l'objet de décision de non-diffusion, ou parfois de retrait a posteriori.
À partir de janvier 2011, WikiLeaks a souhaité diffuser davantage de documents, plus rapidement. Pour cela, il a élargi son partenariat avec de nouveaux medias en Allemagne, Belgique, Danemark, France, Norvège, Pays-Bas, Suède, Suisse (cf. supra).
| Télégrammes diffusés | Date             | Nombre de jours | Moyenne quotidienne | Observations                |
| -------------------- | ---------------- | --------------- | ------------------- | --------------------------- |
| ?                    | 28 novembre 2010 | 1               | ?                   | début de publication        |
| 243                  | 29 novembre 2010 | 2               | 121 par jour        | non significatif            |
| 1 947                | 30 décembre 2010 | 33              | 59 par jour         |                             |
| 2 874                | 31 janvier 2011  | 65              | 44 par jour         |                             |
| 5 030                | 26 février 2011  | 91              | 55 par jour         |                             |
| 5 939                | 19 mars 2011     | 112             | 53 par jour         |                             |
| 251 287              | 2 septembre 2011 |                 |                     | intégralité des télégrammes |

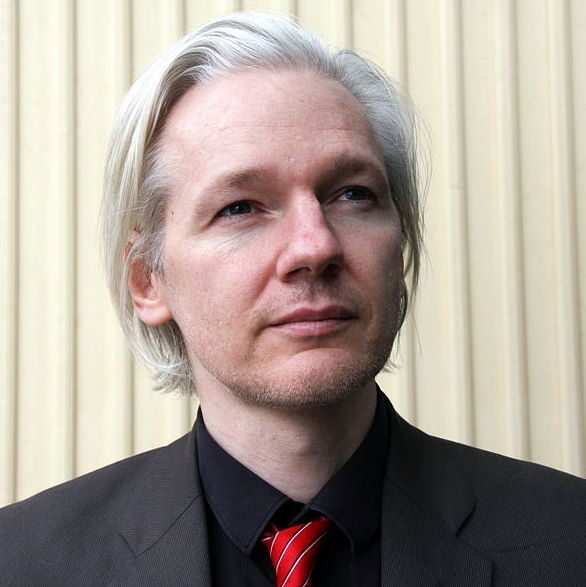
Julian Assange, principal porte-parole de WikiLeaks depuis 2007.

Au 19 mars 2011, WikiLeaks avait publié sur son site 5 939 télégrammes, soit une moyenne de 53 documents par jour environ, depuis le début de la diffusion, 112 jours auparavant.
Le 2 septembre 2011, Wikileaks publie l'intégralité des 251 287 télégrammes en sa possession tels quels.

## Contenu des télégrammes
Les télégrammes du Cablegate, traitent dans un style diplomatique, de nombreux sujets relatifs à des personnalités et à des situations nationales ou internationales.

### Leaders mondiaux
Des diplomates, principalement américains, ont émis des critiques acerbes, des révélations compromettantes et des accusations contre plusieurs leaders et décideurs étrangers,.

#### Leaders africains
- Zine el-Abidine Ben Ali, alors président tunisien en exercice, est décrit comme un dictateur corrompu, avide de pouvoir[12], laissant son pays sous la coupe de sa famille et de sa belle-famille Trabelsi encore plus avide[13].
- Omar Bongo, ex-président gabonais, aurait détourné 28 millions d'euros de la Banque des États de l’Afrique centrale ; cet argent aurait profité à des partis politiques français, et plus précisément à Nicolas Sarkozy. L'ambassadeur américain à qui un fonctionnaire aurait donné cette information n'a pas été en mesure de vérifier sa véracité[14].
- Omar el-Béchir, président soudanais, est accusé d'avoir détourné neuf milliards de dollars, qui seraient en partie chez Lloyds Banking Group, selon Luis Moreno Ocampo[15].
- Mouammar Khadafi, ex-président libyen, « dépend de manière excessive d'un petit noyau dur d'hommes de confiance »[10] ; il est « bizarre » ; mais il a conservé son pouvoir depuis plus de quatre décennies en ne cessant de manipuler et de contrôler les tribus libyennes et leurs chefs[16]. Par ailleurs, les enfants de Kadhafi sont décrits comme des voyous : « personne ne peut contrarier ou refuser quelque chose à de telles personnes sans en subir les conséquences, notamment sur les questions liées à l'argent »[17]. Enfin, Mariah Carey, Beyonce et Usher ont joué pour Kadhafi et sa famille en 2008 et 2009, contre d'importants cachets[18].
- Mohammed Hosni Moubarak, président égyptien est « un réaliste véritable et expérimenté, un conservateur inné et prudent qui n'a que peu de temps à consacrer à des objectifs idéalistes » ; il est « profondément sceptique à l'égard du rôle des États-Unis dans la promotion de la démocratie »[19].
- Robert Mugabe, président zimbabwéen, a refusé en 2000 une proposition de Kofi Annan, alors secrétaire général des Nations unies, visant à se retirer du pouvoir en contrepartie d'un asile politique et de compensations financières[20],[21].

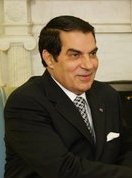
Ben Ali, président de la Tunisie de 1987 à 2011, photographié en 2004.
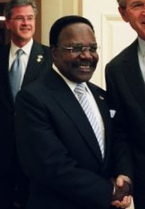
Omar Bongo Ondimba, président gabonais, photographié en 2004.
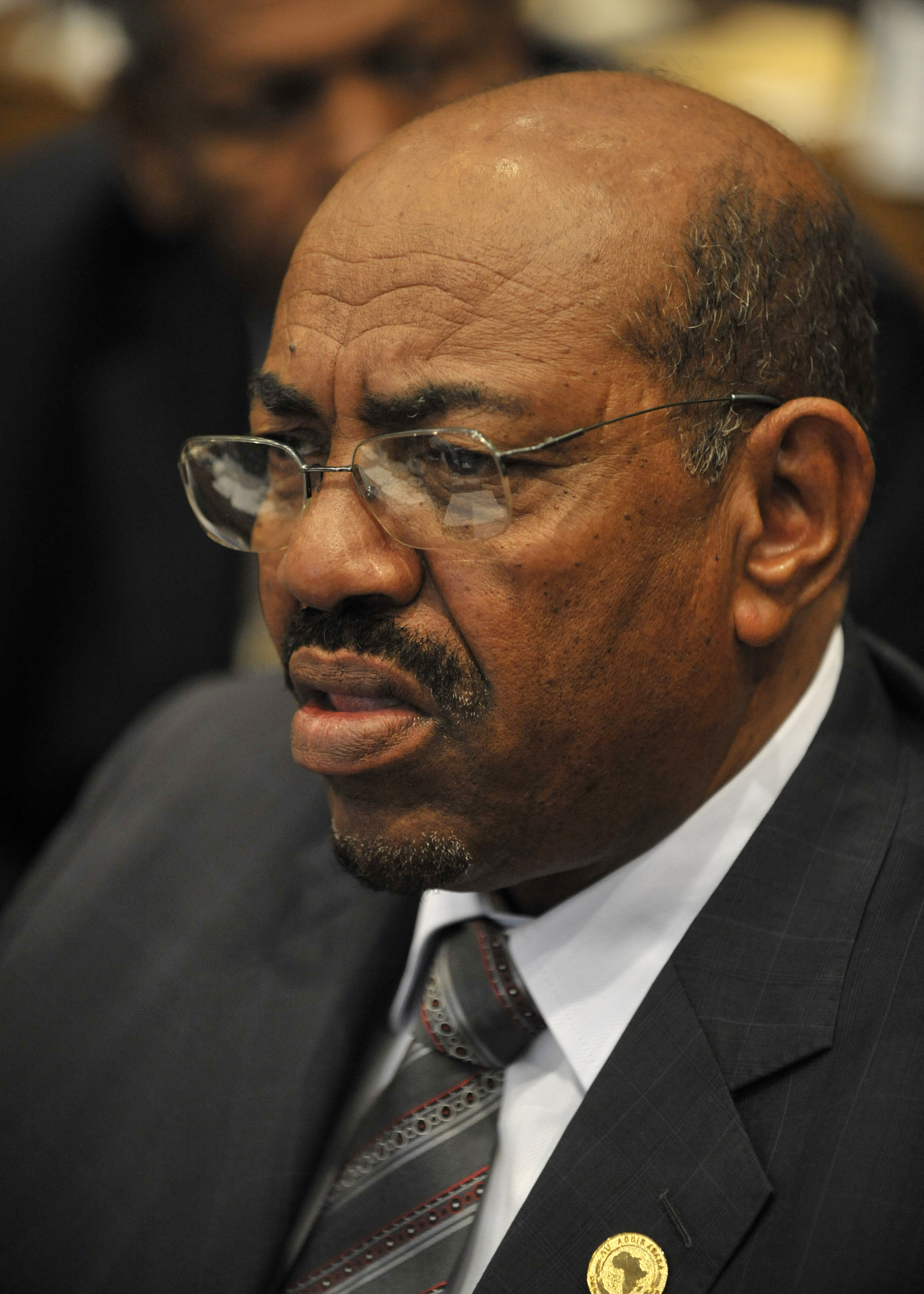
Omar el-Béchir, président soudanais, photographié en 2009.
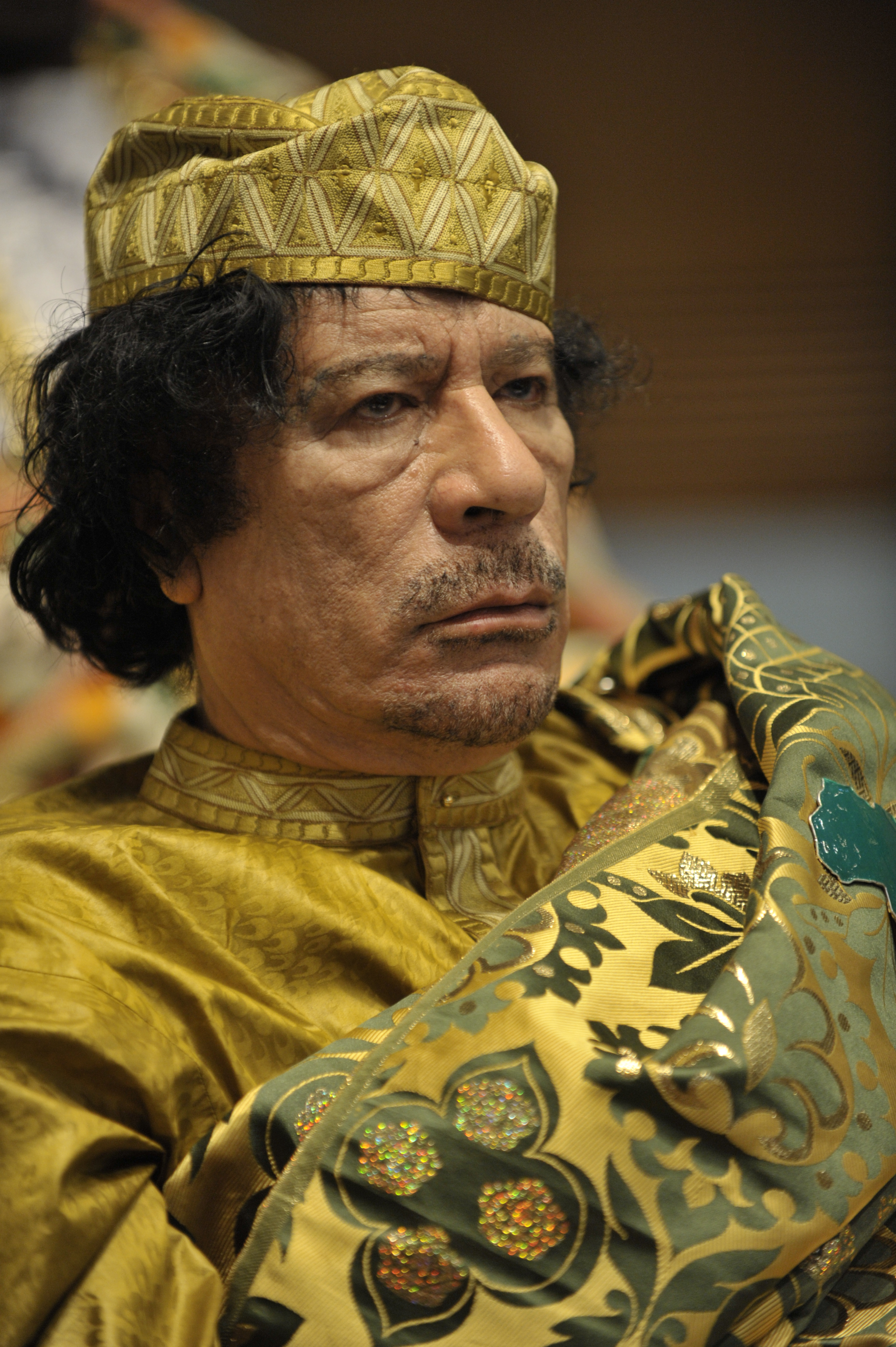
Mouammar Kadhafi, président libyen, photographié en 2009.
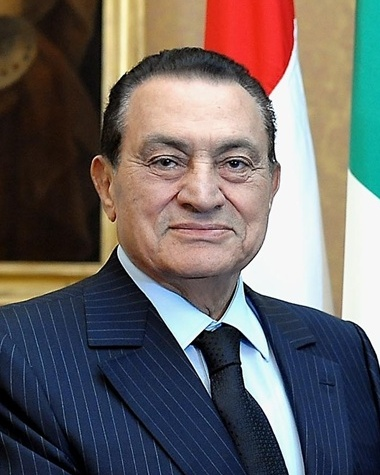
Hosni Moubarak, président de l'Égypte de 1981 à 2011, photographié en 2009.
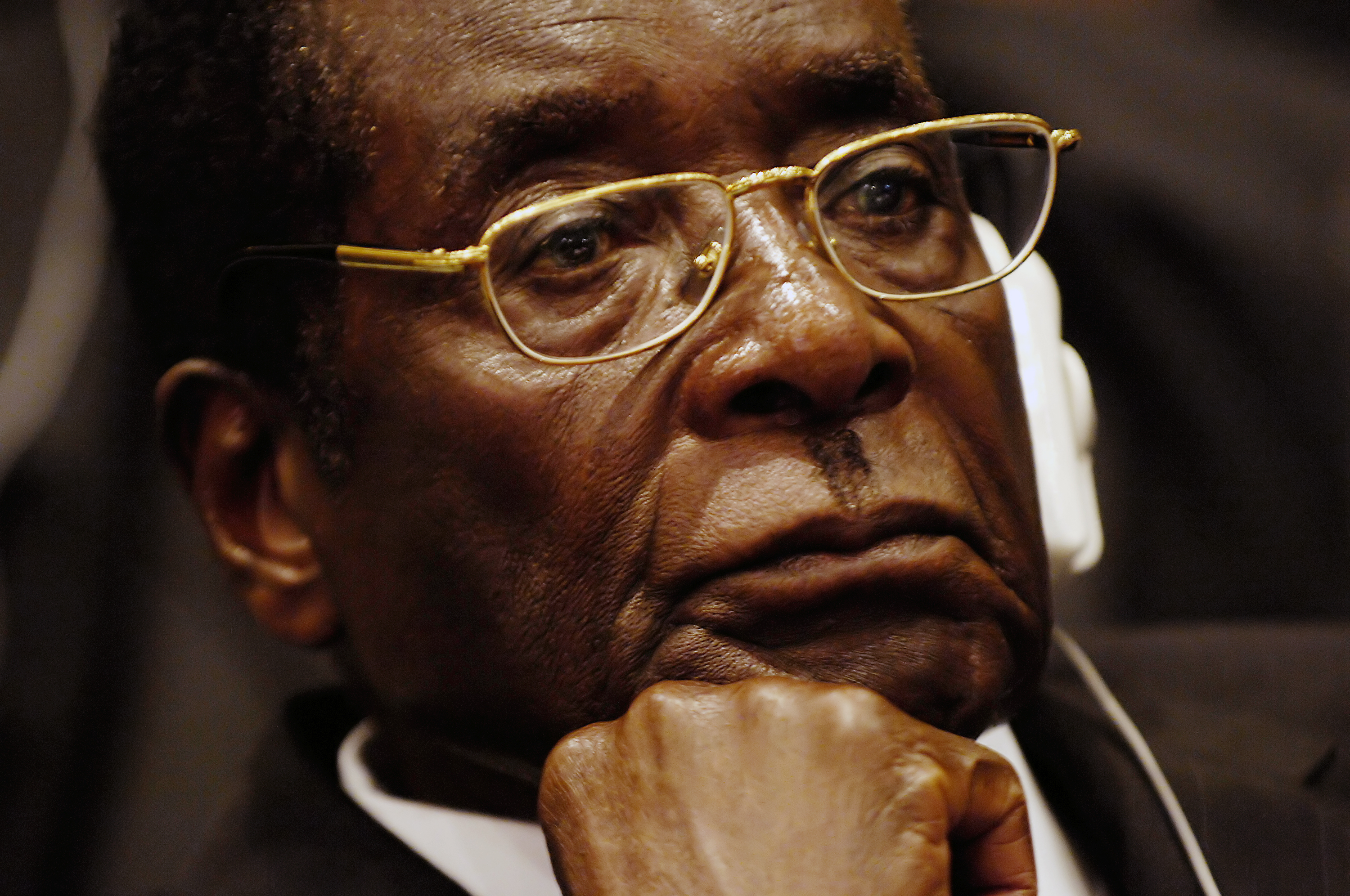
Robert Mugabe, président zimbabwéen, photographié en 2008.

#### Leaders américains
- Barack Obama, président des États-Unis, « regarde vers l’Est [l'Asie] plutôt que l’Ouest » et « n’a pas de sentiments pour l’Europe », selon ses propres diplomates[11].
- Sebastián Piñera, président du Chili, est qualifié par l'ex-ambassadeur américain Paul Simons de « déterminé et compétiteur, [poussant] ses affaires comme en politique jusqu'aux limites de la loi et de l'éthique »[22].

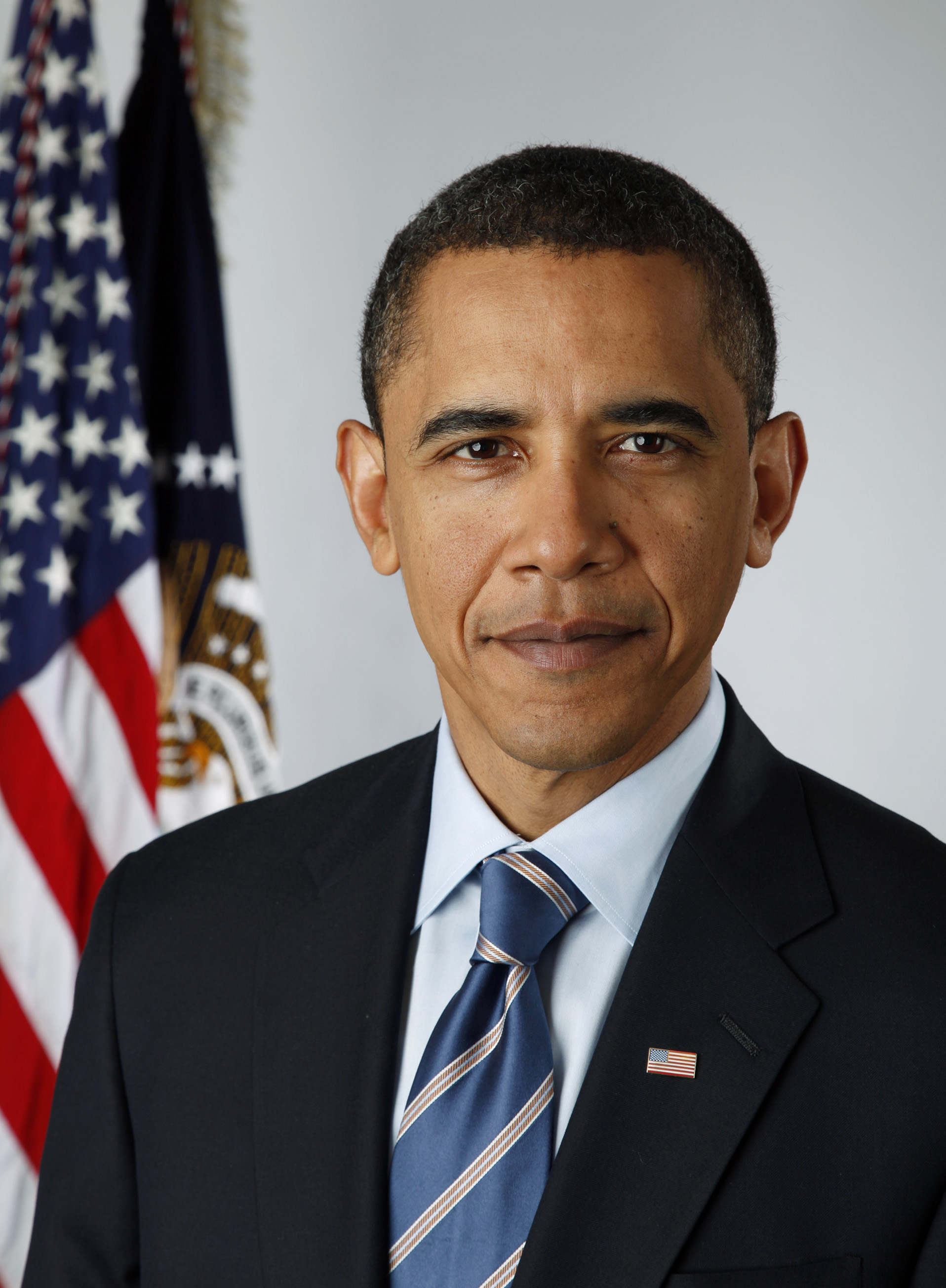
Barack Obama, président des États-Unis, photographié en 2009.
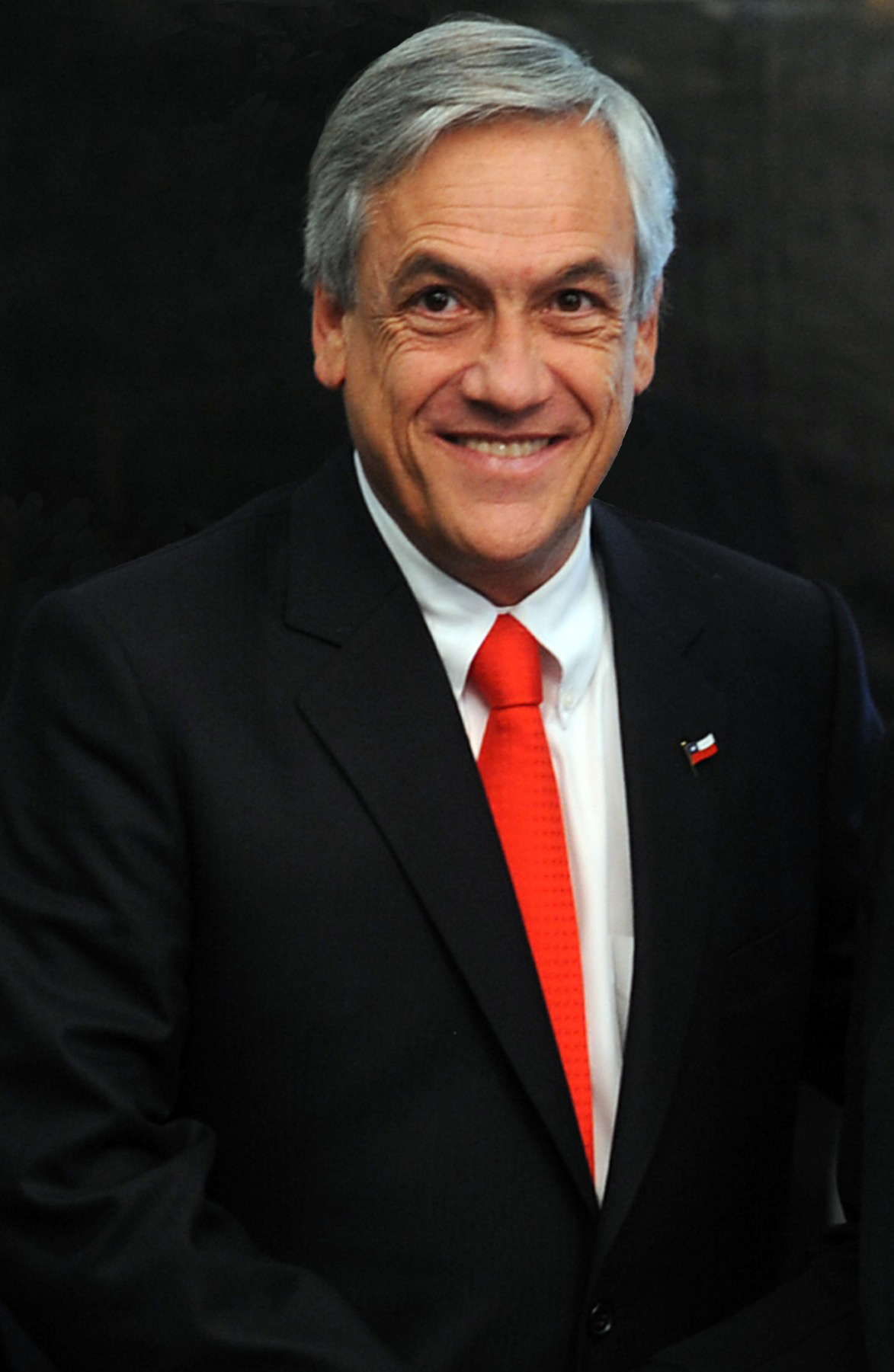
Sébastien Pignera, président chilien, photographié en 2010.

#### Leaders asiatiques
- Kim Jong-il, alors leader nord-coréen encore en exercice, serait un « vieillard infirme marqué physiquement et psychologiquement par une attaque cérébrale ».

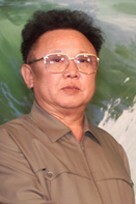
Kim Jong-Il, leader nord-coréen, photographié en 2009.

#### Leaders du Moyen-Orient
- Mahmoud Ahmadinejad, ancien président iranien..
- Hamid Karzai, président afghan, est « conduit par la paranoïa »[23] ; il serait « extrêmement faible », « enclin à se laisser convaincre par des théories du complot »[10].

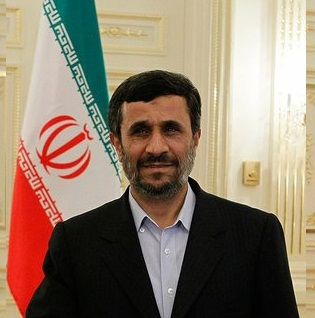
Mahmoud Ahmadinejad, président iranien, photographié en 2010.
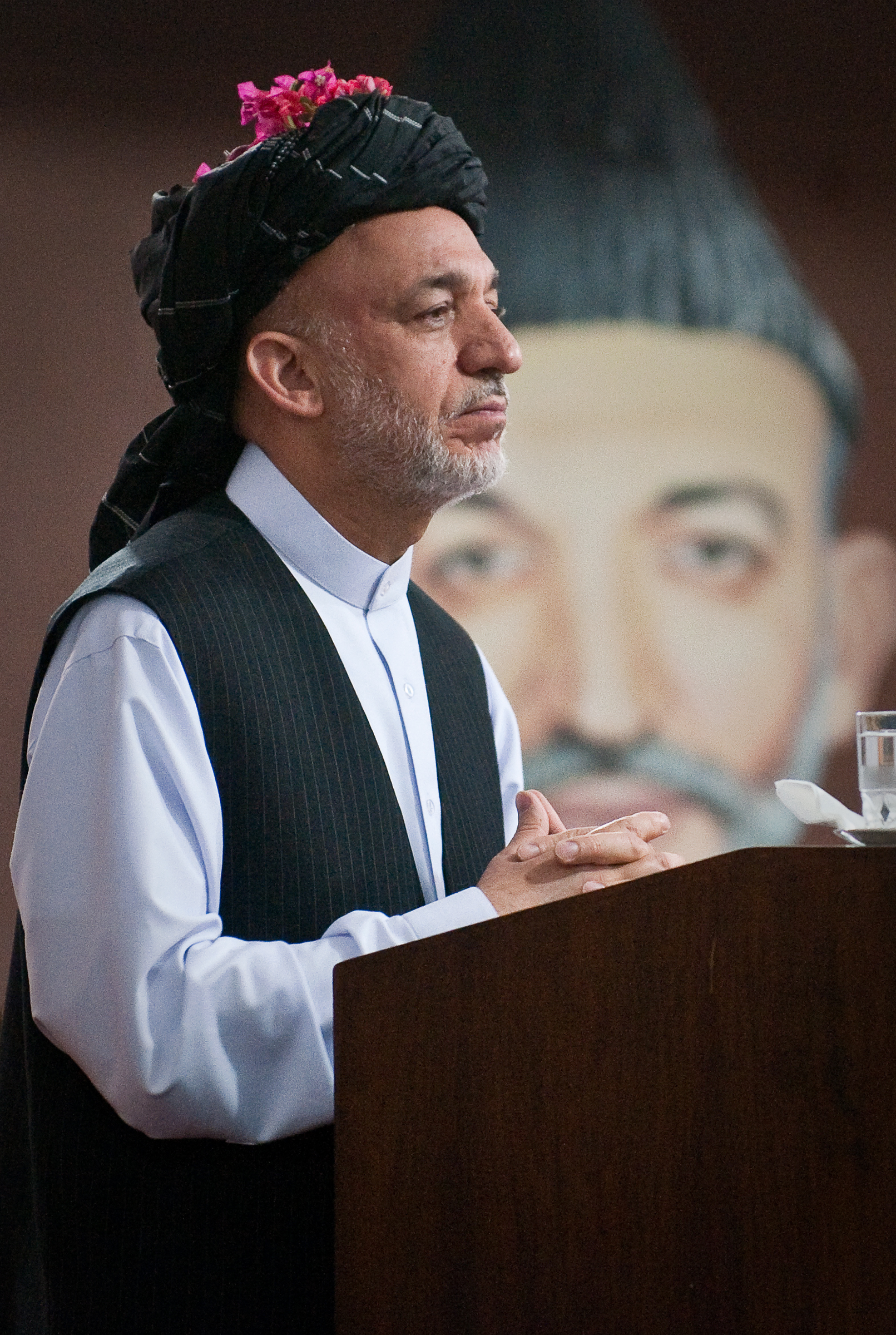
Hamid Karzai, président afghan, photographié en 2010.

#### Leaders du Proche-Orient
- Recep Tayyip Erdoğan, premier ministre turc, « se méfie de tout le monde, craint de perdre le pouvoir » et « s'est entouré d'un cercle de conseillers qui le flattent mais le méprisent »[24].
- Benyamin Netanyahou, premier ministre israélien, est « élégant et charmant », selon un télégramme écrit par l'ambassade d'Égypte, « mais ne tient jamais ses promesses »[25] ; ou Sarkozy à Obama : "Netanyahou est un menteur", "Je ne peux plus le voir, c'est un menteur", a lancé le président français. "Tu en as marre de lui, mais moi, je dois traiter avec lui tous les jours !", a rétorqué Barack Obama (03/11/2011).
- Ali Abdullah Saleh, président yéménite, est jugé « dédaigneux » et « impatient »[10].

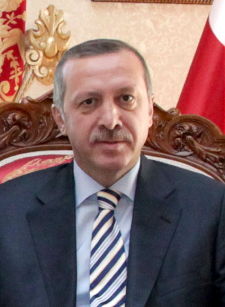
Recep Tayyip Erdogan, président du Conseil turc, photographié en 2009.
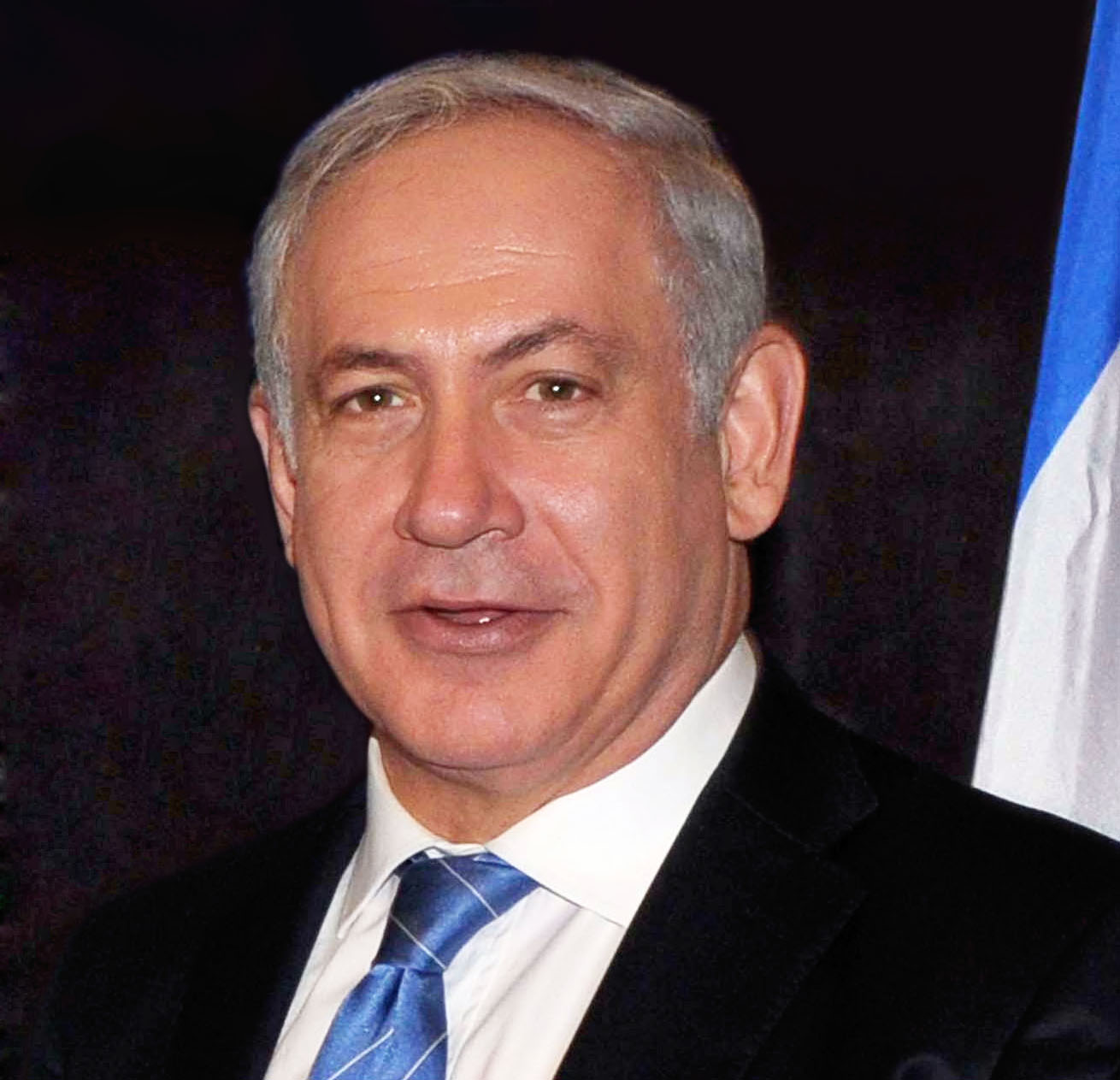
Benyamin Netanyahou, premier ministre israelien, photographié en 2010.
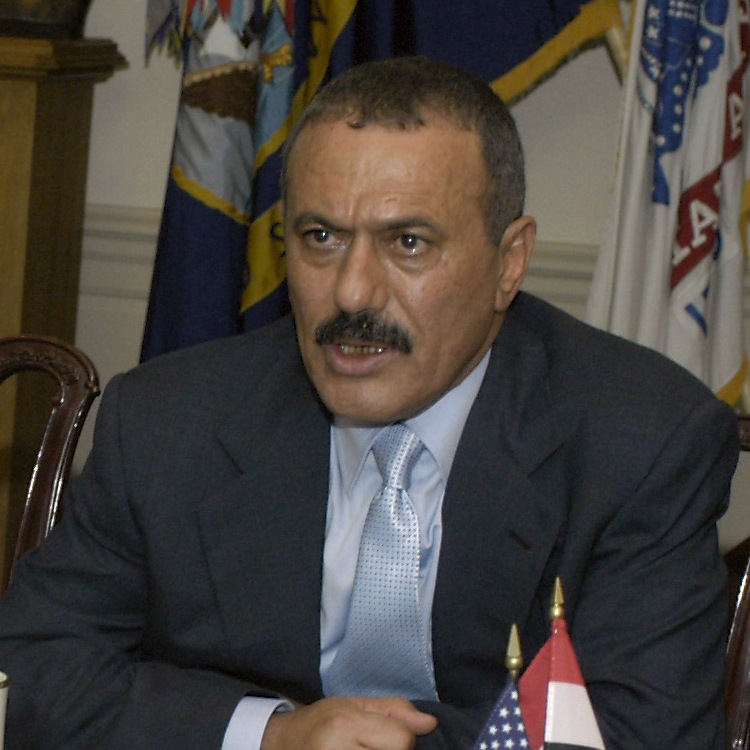
Ali Abdullah Saleh, président yéménite, photographié en 2004.

#### Leaders européens
- Le prince Andrew, héritier potentiel du trône britannique, est accusé d'être « impoli »[11].
- Silvio Berlusconi, président du Conseil italien, est décrit comme « incapable » et « inefficace », « ayant un goût prononcé pour la fête »[10].
- Dmitri Medvedev, ex-président russe, est qualifié d'« hésitant », alors que son premier ministre Vladimir Poutine serait un « mâle dominant »[10].
- Angela Merkel, chancelière allemande, « craint le risque et fait rarement preuve d'imagination »[23],[10].
- Slobodan Milošević, ex président de Serbie puis de la République fédérale de Yougoslavie, alors en incarcération et peu avant qu'il ne meure d'une crise cardiaque pendant son procès, « pouvait manipuler toute une nation », a indiqué le chef de l'unité de détention du Tribunal pénal international pour l'ex-Yougoslavie, Tim McFadden, « mais avait du mal à gérer sa femme, qui, par contre, semblait exercer une forte influence sur lui »[26].
- Nicolas Sarkozy, président français, est « très susceptible et autoritaire »[10], mais est aussi un « brillant tacticien politique »[27], selon les Américains, qui critiquent sévèrement le manque de diplomatie du président français. Parallèlement, les diplomates louent largement sa vision politique[28], disant de lui qu'il est « le président le plus pro-américain depuis la Seconde Guerre mondiale ».

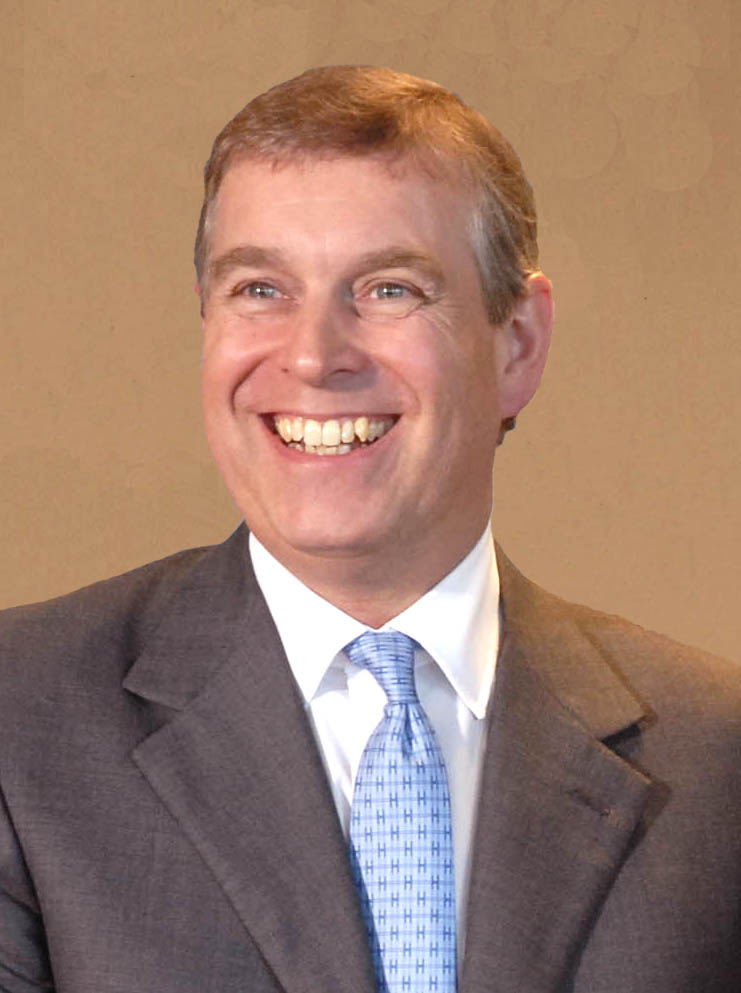
Andrew d'York, héritier du trône britannique, photographié en 2007.
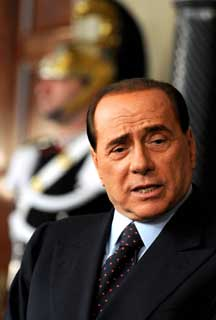
Silvio Berlusconi, président du Conseil italien, photographié en 2008.
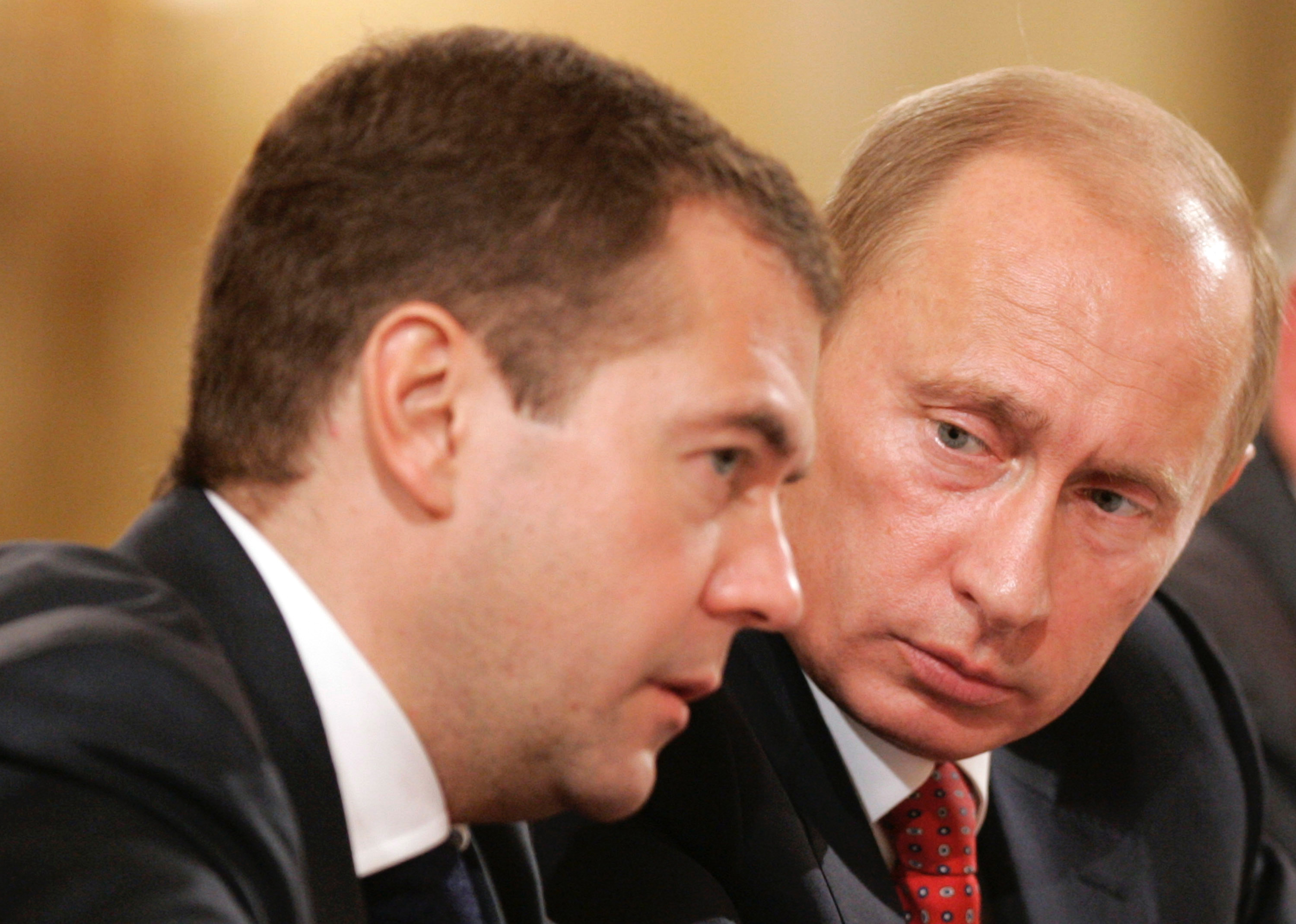
D. Medvedev & V. Poutine, président et p. ministre russes, photographiés en 2008.
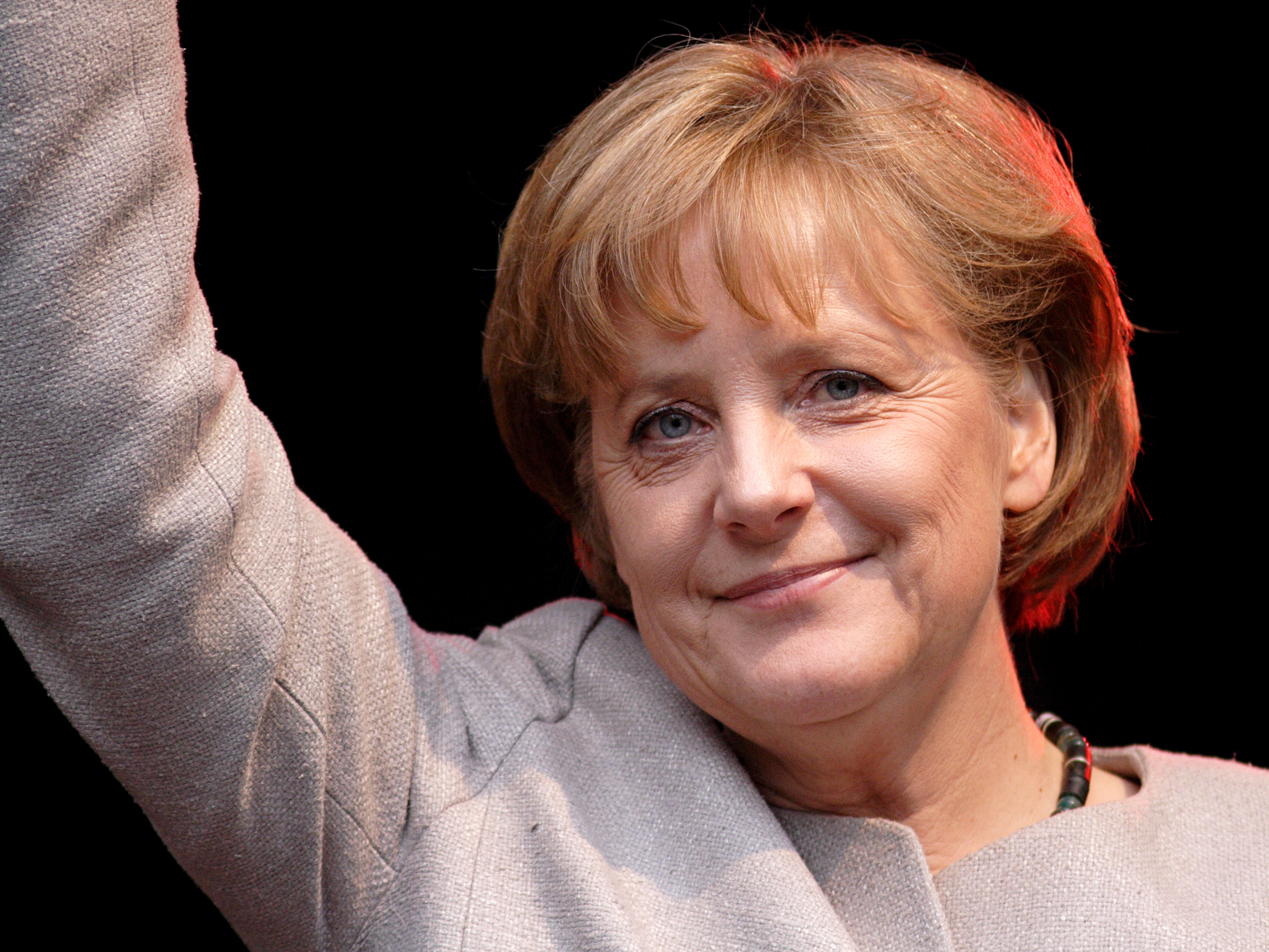
Angela Merkel, chancelière allemande, photographiée en 2008.
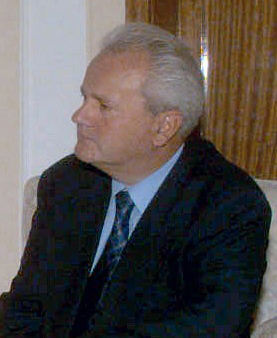
Slobodan Milošević, président serbe, photographié en 1996.
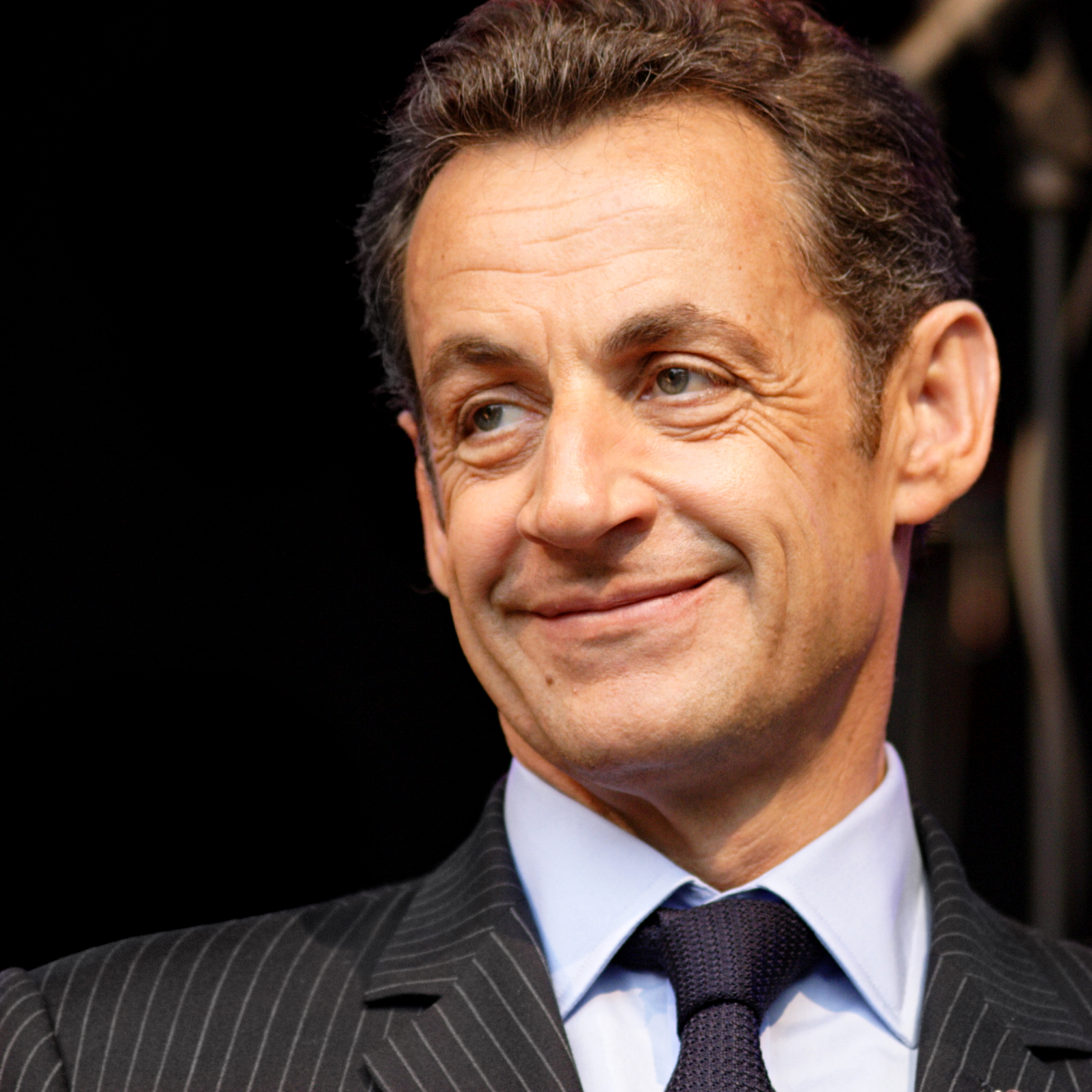
Nicolas Sarkozy, président français, photographié en 2008.

#### Leaders océaniens
- Kevin Rudd, ancien Premier ministre australien, est décrit comme « control freak enclin à l'erreur »[29].

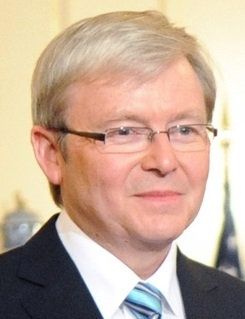
Kevin Rudd, ex-premier ministre australien, photographié en 2010.

### Politiques extérieures

#### Politique extérieure américaine
- Le 5 décembre 2010, WikiLeaks a rendu publique une liste secrète de sites industriels et d'infrastructures sensibles, à travers le monde, que les États-Unis veulent protéger d'attaques terroristes, car leur perte « affecterait de manière significative » la sécurité américaine. Cette liste datait de février 2009[30].
- Les États-Unis ont tenté de renvoyer des prisonniers du camp de Guantánamo dans d'autres pays notamment en échange d'une rencontre d'officiels slovènes avec Barack Obama[31] ou encore en échange d'argent[32].
- La secrétaire d'État des États-Unis Hillary Clinton a émis une directive demandant aux diplomates de recueillir de l'information biométrique sur le secrétaire général des Nations unies, Ban Ki-moon, et sur d'autres dirigeants de l'ONU, incluant des mots de passe, des numéros de cartes de crédit et des numéros de téléphone personnels[33].

#### Politique extérieure britannique
- Des officiers de police britanniques ont entraîné des hommes du Rapid Action Battalion, une force militaire bangladaise anti-criminalité controversée responsable de son propre aveu de plusieurs centaines d'exécutions extrajudiciaires[34].
- Le gouvernement britannique a tenté de maintenir l'Organisation des moudjahiddines du peuple iranien sur la liste des organisations terroristes en avançant en 2007 que « toute perception par les Iraniens d'un appui occidental à l'OMPI risque de mettre en danger la solution du dossier nucléaire » iranien[35]. Cette organisation a finalement quitté la liste en juin 2008 à la suite de décisions de justice.

#### Politique extérieure française
- Il est révélé que Nicolas Sarkozy a envisagé de participer à une coalition militaire en Irak[28].
- Au terme de l'affaire Clotilde Reiss, un conseiller de l'Élysée révèle que le rôle joué par les autorités syriennes dans la libération de l'otage, louangé par la France, relève de la manipulation médiatique : « bien sûr, nous ne savons pas si les Syriens ont fait quoi que ce soit », déclare-t-il[36].

### Politiques intérieures

#### Politique intérieure algérienne
- Le 16 décembre 2010, El País diffuse des télégrammes des 19 décembre 2007, 25 janvier 2008 et 8 février 2010 issus des ambassadeurs Robert Stephen Ford et David D. Pearce. Ces télégrammes dénoncent une Algérie « fragile et malade » de sa corruption aux plus hauts niveaux et d'une économie inefficace[37],[38].
- La corruption au sein de l'entreprise nationale Sonatrach est pointée[39].

#### Politique intérieure canadienne
- L'ex-directeur du Service canadien du renseignement de sécurité, Jim Judd, déplore dans une conversation avec un conseiller du Département d'État des États-Unis qu'un tribunal canadien ait exigé que soit rendue publique une vidéo d'un interrogatoire d'Omar Khadr. Il estime que la vidéo créerait « une montée du sentiment antiaméricain » et un « outrage moral mené à son paroxysme, une spécialité canadienne », ajoutant que les tribunaux et les citoyens canadiens avaient une vision du monde « à la Alice au pays des merveilles »[40].
- En 2010 et en 2011, des responsables du gouvernement des États-Unis ont appliqué d'importantes pressions sur le gouvernement du Canada pour qu'il adopte une loi sur le copyright qui comprend plusieurs mesures en vigueur aux États-Unis. De plus, le ministre responsable d'Industrie Canada à cette époque, Maxime Bernier, aurait transmis une copie du projet de loi aux autorités américaines[41]

#### Politique intérieure chinoise
- L'ancien ministre des Finances Jin Renqing (en) aurait démissionné en août 2007 pour son rôle dans un scandale sexuel avec une présumée espionne de Taïwan et des erreurs dans le domaine économique»[42].

#### Politique intérieure grecque
- L'ambassadeur des États-Unis à Athènes, Charles Ries, décrit le paysage médiatique grec en 2006 ainsi : « À première vue, les médias grecs peuvent ressembler aux médias américains, avec un mélange de quotidiens sérieux et de tabloïds, des télévisions nationales et régionales, des stations de radios et des garanties constitutionnelles de la liberté de la presse. Une observation plus approfondie révèle une industrie médiatique contrôlée par des magnats (tycoons), dont les autres entreprises à succès leur permettent de financer leurs activités déficitaires dans les médias. Ces activités leur permettent d'exercer une influence politique et économique. » Quant aux relations entre médias, monde des affaires et gouvernement, « elles sont plus compliquées et incestueuses qu'entre les dieux, les demi-dieux et les hommes dans les mythes grecs »[43].

#### Politique intérieure japonaise
- Le Japon crée son premier service de renseignement extérieur, sur le modèle de la CIA américaine ou du MI6 britannique, avec comme cibles prioritaires « la Chine et la Corée du Nord, ainsi que la collecte d'informations pour prévenir toute attaque terroriste »[44].

#### Politique intérieure moldave
- Entre l'annonce de son départ comme président de la Moldavie et sa démission, Vladimir Voronin a proposé jusqu'à 10 millions de dollars à Marian Lupu afin qu'ils forment une coalition dans laquelle Voronin serait président du Parlement et Lupu président de la République. Cette conversation est successivement abordée à l'ambassade américaine avec les deux hommes[45].

#### Politique intérieure nicaraguayenne

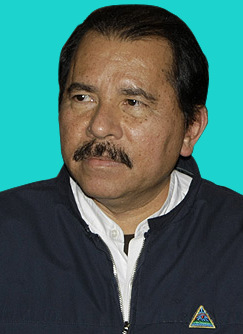
Daniel Ortega

- Selon l'ancien ambassadeur des États-Unis à Managua, Paul Trivelli, le président nicaraguayen Daniel Ortega et le Front sandiniste de libération nationale reçoivent régulièrement de l'argent des cartels de la drogue pour financer les campagnes électorales au Nicaragua et auraient traité avec le trafiquant colombien Pablo Escobar en 1984 pour lui donner asile. En échange de cet argent, le président Ortega ordonne aux juges de remettre en liberté les trafiquants arrêtés par les forces de sécurité. En 2008, on signale que les responsables gouvernementaux nicaraguayens reçoivent « des valises pleines d'argent » lors de leurs voyages officiels au Venezuela[46].

#### Politique intérieure libanaise
- Nabih Berry, dirigeant du Amal recevrait de l’Iran 400 000 dollars américains par mois, le mouvement Amal dément[47],[48].

#### Politique intérieure libyenne
- Après bien des volte-face de la part de Mouammar Kadhafi et des inquiétudes de la diplomatie américaine, la Libye a, en décembre 2009, fait transférer 5,2 kilos d'uranium enrichi à la Russie à la suite d'un accord avec les États-Unis en 2003 concernant la fin de ses programmes d'armes de destruction massive[49].

#### Politique intérieure nigériane
- Les câbles dévoilent une forte infiltration des grands ministères du gouvernement du Nigeria par la compagnie pétrolière Shell. Une ex-dirigeante de la division Afrique subsaharienne de Shell affirme que la firme « sait tout ce qui se fait dans ces ministères »[50].
- Poursuivi pour 75 millions de dollars par le gouvernement nigérian, le géant pharmaceutique Pfizer aurait tenté de faire tomber les accusations en mettant le procureur général sous la loupe de détectives privés à la recherche de preuves de corruption[51].

### Terrorisme et confrontations internationales

#### Attentats du 11 septembre 2001 aux États-Unis
- Trois ressortissants du Qatar sont soupçonnés d'avoir conduit des opérations de surveillance et de reconnaissance sur les sites frappés lors des attentats du 11 septembre 2001 à New York et Washington[52],[53].

#### Situation iranienne

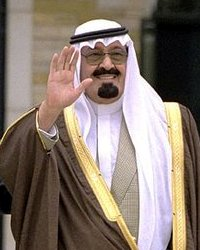
roi Abdallah d'Arabie saoudite

- Les documents mettent au jour une forte méfiance des pays arabes envers l'Iran, et des pressions de leur part en faveur d'une intervention militaire pour contrer le programme nucléaire iranien[25],[54],[55]. Le roi Abdallah d'Arabie saoudite aurait entre autres pressé Washington à plusieurs reprises d'attaquer les installations nucléaires iraniennes[56].
- Un correspondant iranien aurait déclaré à l'ambassade des États-Unis d'Ashgabat que lors de l'élection présidentielle iranienne de 2009, Mir Hossein Moussavi a reçu environ 26 millions (ou 61 %) des 42 millions de suffrages exprimés lors des élections, suivi par Mehdi Karroubi (10-12 millions de voix) et que Mahmoud Ahmadinejad a reçu un maximum de 4-5 millions de voix, le reste allant à Mohsen Rezai[57].
- Les services secrets américains pensent que l'Iran a obtenu de la Corée du Nord, dans les années 2000, dix-neuf missiles d'une portée plus grande que ce qui est publiquement admis par l'administration américaine. Désignés comme des missiles BM25 Musudan, ils auraient une portée de plus de 3 000 km. Les sources de renseignement disent que ces missiles balistiques basés sur un missile mer-sol balistique stratégique soviétique serviraient de base à la conception d'engins plus performants[58].
- Des messages affirment que le Croissant-Rouge iranien est contrôlé activement par le gouvernement de cet État et qu'il est impliqué dans le trafic d'armes et la collecte de renseignements pour le compte de l'Iran au Liban et en Irak[59].

#### Guerre d'Afghanistan
- L'Iran augmente son influence dans tous les azimuts en Afghanistan et aiderait des factions de talibans à condition qu'elles ne soient pas affiliées au mollah Omar[60].
- Les diplomates critiquent durement les opérations militaires britanniques en Afghanistan[23].

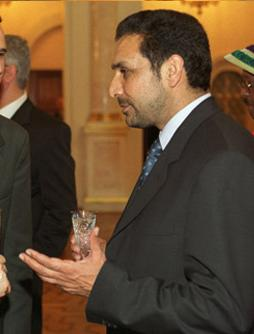
Ahmad Zia Massoud

- Selon un télégramme de l'ambassade à Kaboul, le vice-président afghan Ahmad Zia Massoud a été découvert avec 52 millions de dollars en argent comptant aux Émirats arabes unis. Il a « par la suite été autorisé à conserver l'argent sans en révéler l'origine ou la destination ». La découverte a été faite par les autorités locales conjointement avec la Drug Enforcement Administration[61].
- Des officiels américains ont demandé en 2007 à l'Allemagne de ne pas inculper des agents de la CIA ayant kidnappé un ressortissant allemand, confondu avec un homonyme, qui a été torturé des mois dans une prison en Afghanistan[62].

#### Israël et le nucléaire syrien et iranien
- Israël serait à l'origine du virus informatique Stuxnet qui aurait mis hors service le cinquième des centrifugeuses iraniennes et qui aurait également touché l'Inde, l'Indonésie et le Pakistan[63].
- Israël aurait bombardé un réacteur nucléaire syrien à Al-Kibar le 6 septembre 2007, quelques jours avant sa mise en service[63].

### Affaires et scandales

#### Affaires relatives à l'Afrique du Sud
- L'Afrique du Sud aurait servi comme point de transit pour expédier des armes anti-émeutes chinoises avant la crise politique de 2009 à Madagascar qui a chassé Marc Ravalomanana du pouvoir,
- Le Comité national de contrôle des armes conventionnelles aurait aussi autorisé la vente de matériel anti-émeutes à Madagascar, pour un montant de 2,3 millions de rands (230 000 euros), en 2009[64].

#### Affaires relatives à l'Allemagne
- Berry Smutny, patron du fabricant allemand de satellites OHB-System, aurait indiqué fin 2009 à un diplomate américain que le projet Galileo était « une idée stupide » et « un gaspillage de l’argent des contribuables européens ». Il aurait aussi expliqué que Galileo était une idée de la France pour affranchir le pays du GPS américain dans ses opérations militaires. Smutny a démenti ces propos mais a cependant été suspendu de ses fonctions. En janvier 2010, OHB-System a tout de même décroché auprès de la Commission européenne une commande de 566 millions d'euros pour 14 satellites destinés à Galileo, aux dépens d'Astrium[65].

#### Affaires relatives à la Belgique
- Peter Praet, directeur de la Banque nationale de Belgique et actuel candidat au directoire de la Banque centrale européenne aurait confié en 2008 à des conseillers de l'ambassade américaine de Bruxelles que les autorités néerlandaises ne voulaient pas d'une reprise de la banque Fortis par la Deutsche Bank. Praet aurait ajouté : « Fortis souffrait d'un management faible », alors que la « KBC était une banque bien gérée » et « Les Pays-Bas prenant ainsi la Belgique par surprise »[66]. Dans le même sens, le chef de cabinet de Didier Reynders, décrivait la banque Fortis comme celle « de l'establishment » et dont les actionnaires ne devaient rien attendre du gouvernement ; selon lui, « le parti socialiste profitait de cette crise « pour jouer sur la peur des citoyens » et l’employer contre le MR dans sa course à la primauté politique en Wallonie »[66].

#### Affaires relatives à la Chine
- L'Occident et les voisins asiatiques de la Chine sont inquiets de l'essor du nationalisme de celle-ci que le gouvernement chinois utilise pour ses objectifs politiques[67].
- Les mémos diplomatiques révèlent une Chine de plus en plus distante, voire exaspérée de la Corée du Nord. Elle ne s'oppose pas à la réunification de la Corée, affirme que Pyongyang agit comme un « enfant gâté » et qu'elle est « allée trop loin » dans sa quête de l'arme nucléaire[68].
- Un contact chinois a affirmé à l'ambassade à Pékin que le gouvernement chinois était responsable de l'opération Aurora[56] et que celle-ci était de nature strictement politique en visait essentiellement des dissidents. La question du contournement de la censure d'Internet en Chine est un enjeu majeur pour la Chine, qui y voit une menace des États-Unis pour sa stabilité[69].
- Des agents du gouvernement chinois ont mené une campagne coordonnée de sabotage informatique ciblant les États-Unis et leurs alliés occidentaux[56], opération nommée GhostNet par les médias.
- La Chine a payé la police népalaise afin qu'elle arrête les Tibétains tentant de quitter le territoire chinois[70].
- Le gouvernement chinois a «considérablement augmenté» le risque d'un accident nucléaire en optant pour des technologies bon marché qui auront 100 ans lorsque des dizaines de ses réacteurs atteindront la fin de leur durée de vie[71].

#### Affaires relatives au Congo-Kinshasa
- Le 7 février 2011, le journal néerlandophone belge De Standaard publie des télégrammes diplomatiques américains divulgués par WikiLeaks, selon lesquels en 2009, le président de la République Joseph Kabila aurait versé des pots-de-vin de 200 000 USD à plusieurs membres du Bureau de l’Assemblée nationale pour pousser Vital Kamerhe a démissionner de son poste de président de cette l’Assemblée, à l’époque[72].

#### Affaires relatives à l'Espagne
- Selon les autorités marocaines, Ceuta et Melilla seraient des points de destination et de transit pour une partie du narco-trafic qui circule dans le territoire marocain, à destination de l'Europe[73].

#### Affaires relatives aux États-Unis

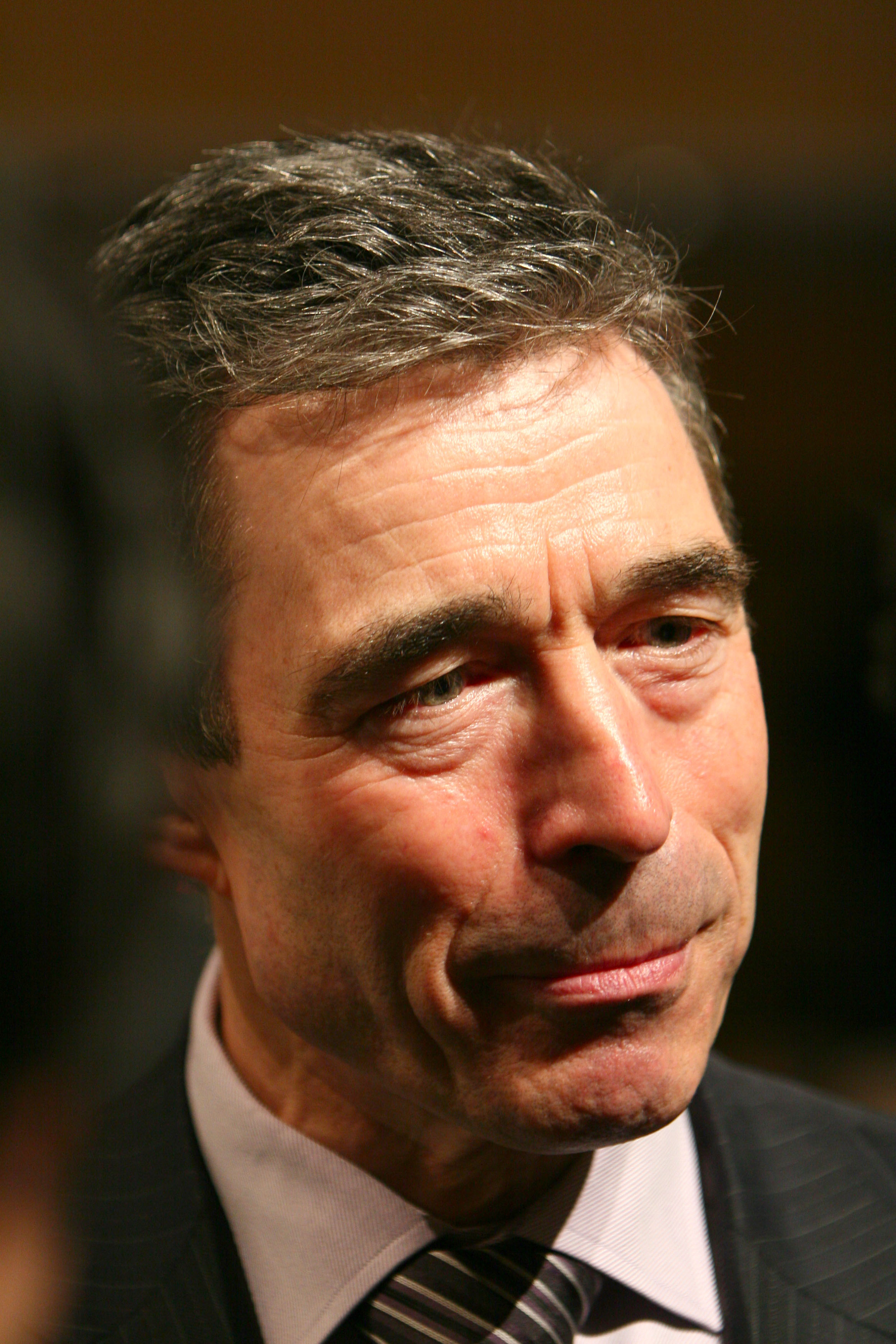
Anders Fogh Rasmussen en 2010

- Les États-Unis auraient espionné en 2009 le secrétaire général de l'OTAN, le danois Anders Fogh Rasmussen, par l'intermédiaire d'un membre de son entourage[74].

#### Affaires relatives à l'Inde
- Les États-Unis étaient au fait dès 2005 de l'usage généralisé de la torture au Jammu-et-Cachemire, sur la base d'informations transmises par le Comité international de la Croix-Rouge qui a fait mention de centaines de cas de sévices sexuels, d'électrocution et de maltraitance[75].
- Le parti du président indien Manmohan Singh aurait corrompu des parlementaires afin d'acheter leur vote en 2008. Le montant total des pots-de-vin s'élèverait à 25 millions de dollars en argent liquide[76].

#### Affaires relatives au Japon
- À la suite des accidents nucléaires de Fukushima, WikiLeaks révèle que dès 2008, les États-Unis avaient reçu des informations d'un parlementaire japonais selon lequel les entreprises dissimulaient les problèmes de sécurité nucléaire. De plus, d'autres notes diplomatiques mettent en doute la compétence d'un responsable japonais de l'AIEA[77].

#### Affaires relatives à l'Ouganda
- L'armée ougandaise est engagée depuis au moins 2009 dans une guerre secrète dans le cadre de l'opération régionale Rudia II contre l'Armée de résistance du Seigneur sur le territoire de la République démocratique du Congo « attribuant la mort de commandants importants - de l'ARS- à des actions de l'armée congolaise, même s'ils avaient été tués par l'armée ougandaise »[78].

#### Affaires relatives à l'Ouzbékistan

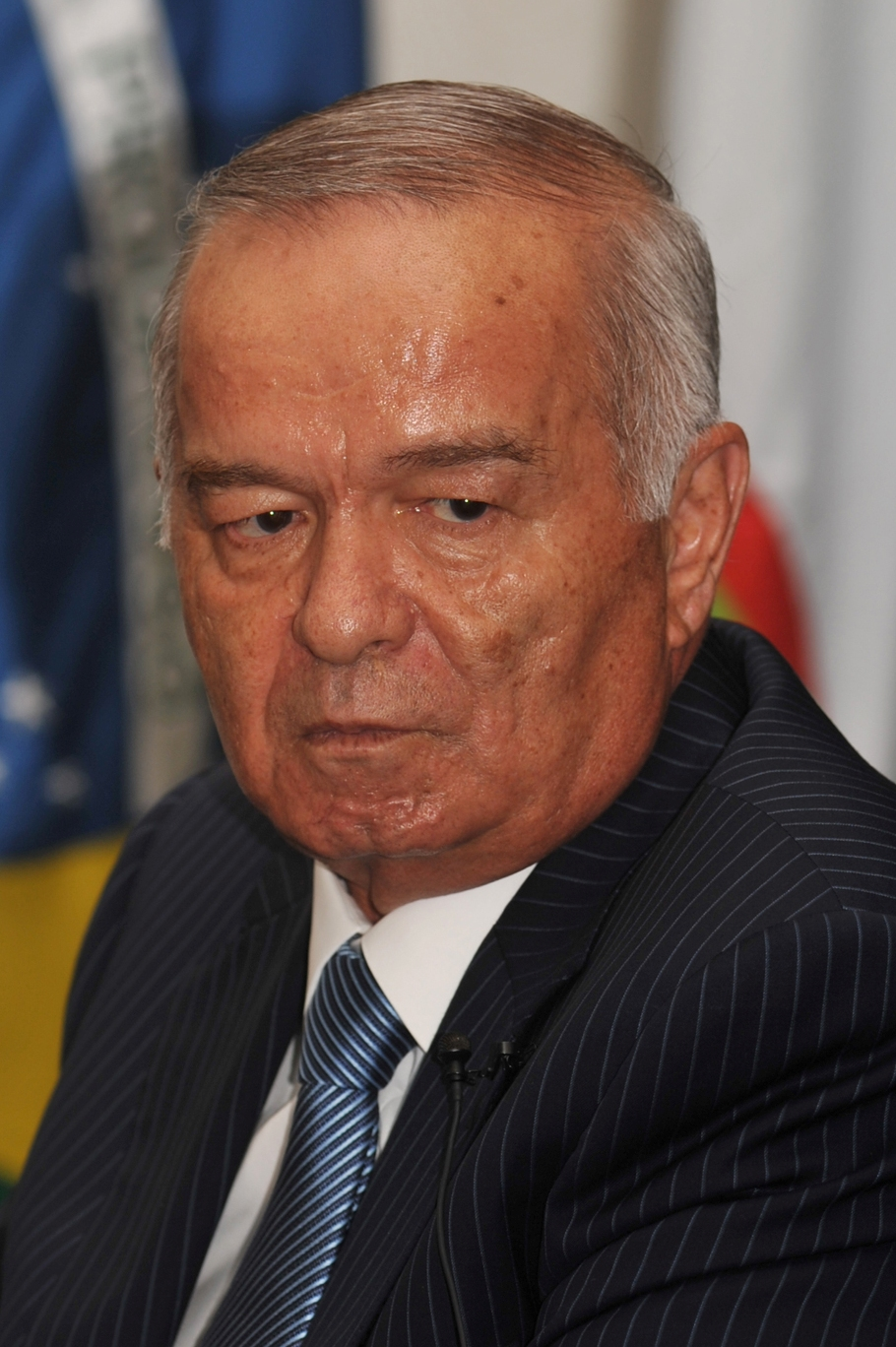
Islam Karimov en 2009

- Gulnara Karimova, la fille du président Islam Karimov, aurait la mainmise sur le marché des hydrocarbures d'Ouzbékistan, et en particulier sur 80 % du marché du gaz naturel, ce qui représente 3 milliards de dollars de chiffre d'affaires annuel. Karimova vit à Genève où elle est ambassadrice de son pays auprès des Nations unies[79].

#### Affaires relatives à la Russie
- « La démocratie russe a disparu et le gouvernement est une oligarchie dirigée par les services de sécurité », estime le secrétaire à la Défense des États-Unis Robert Gates, dans des propos qui lui sont attribués dans un des câbles. La Russie est virtuellement un « État mafieux », où les partis politiques agissent « main dans la main » avec la Mafia russe, estime un procureur espagnol[80].
- Le président Dmitri Medvedev aurait fait pression sur le président azéri Heydar Aliyev en lui écrivant que s'il supportait la désignation de l'Holodomor comme génocide aux Nations unies, il pouvait faire une croix sur le Haut-Karabagh[81].

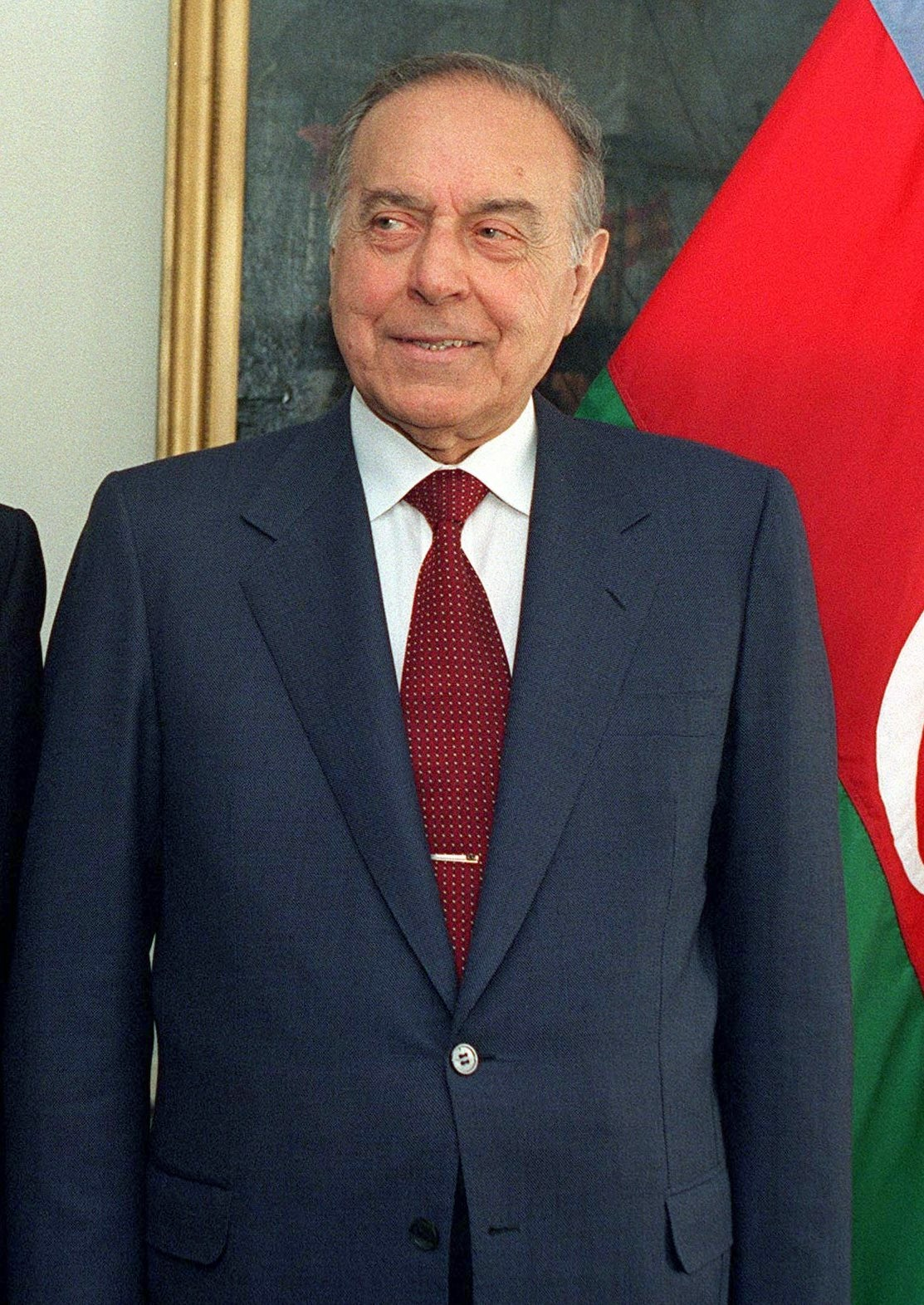
Heydar Aliyev en 1997

- Vladimir Poutine aurait prélevé une partie des profits des exportations russes d'hydrocarbures pour obtenir des leviers politiques[82].

#### Affaires relatives à la Tunisie
- « La corruption est un problème à la fois politique et économique. Le manque de transparence et de responsabilité qui caractérise le système politique tunisien porte aussi gravement tort à l'économie en dégradant les conditions de l'investissement et en alimentant une culture de la corruption. »[13]
- Les abus de la famille du président Ben Ali suscitent la fureur de la population. En plus d'une montée de l'inflation et d'un fort taux de chômage, l'étalage de richesses et la corruption ne font qu'alimenter son ressentiment[13].

### Relations extérieures américaines

#### Relations américaines avec l'Algérie
- L'Algérie et les États-Unis ont amélioré leur coopération sécuritaire depuis 2007 ; Alger a secrètement autorisé des vols de reconnaissance américains pour lutter contre Al-Qaida au Maghreb islamique au-dessus du Sahel début 2010[83].

#### Relations américaines avec l'Allemagne
- Les États-Unis et l'Allemagne développent HiROS, un projet commun de satellites espions, auquel la France est opposée[84].

#### Relations américaines avec le Brésil
- Malgré les dénégations officielles du Brésil qui ne dispose pas de lois spécifiques sur le terrorisme [réf. nécessaire], les services de sécurité brésiliens et américains coopèrent étroitement dans l'antiterrorisme et plusieurs personnes qui ont été interpelées dans ce cadre sont officiellement inculpées pour d'autres délits, tel le trafic de drogue, pour éviter d'attirer l'attention des médias et des fonctionnaires haut placés[85], tandis que des actions ont été menées en vue de faire participer les musulmans brésiliens à la lutte contre l'extrémisme religieux[86].

#### Relations américaines avec Israël
- Selon le quotidien norvégien Aftenposten, des télégrammes diplomatiques américaines révèlent des entretiens en 2009 entre des députés américains et des officiels israéliens, en vue de préparer une prochaine guerre au Moyen-Orient[87]. Ces documents feraient ressortir les préparatifs d’Israël en vue d’une autre guerre majeure dans la région, ainsi que le soutien inconditionnel de membres du Congrès, tant démocrates que républicains, dans cette préparation[87].

#### Relations américaines avec le Mexique
- Les câbles révèlent l'aide apportée par la DEA aux forces de sécurité mexicaines, notamment la Marine, dans les opérations militaires contre les narcotrafiquants. Niée par les deux États, cette aide a notamment permis à la Marine de retrouver et de tuer Arturo Beltrán Leyva en décembre 2009 puis Tony Tormenta, tué en novembre 2010 à Matamoros[88].

#### Relations américaines avec la Russie
- Les États-Unis seraient disposés à communiquer à la Russie des informations sur la force nucléaire britannique, pour favoriser la signature d'un accord de limitation des armements[89].

#### Relations américaines avec la Suisse
- Les relations politiques entre la Suisse et les États-Unis sont jugées « correctes et cordiales ». Mais il manquerait toutefois à ces relations « l'intimité naturelle et la confiance qui naissent d'un combat partagé contre le fascisme ou le communisme, une langue ou une histoire communes »[90].
- En août 2009, afin d'éviter un procès pour fraude fiscale contre UBS, la Suisse a conclu un accord secret qui prévoyait, outre la dénonciation annoncée de 4 450 clients fraudeurs, l'accueil de prisonnier de Guantanamo en Suisse et l'arrêt des activités de la firme suisse Colenco en Iran[91].

#### Relations américaines avec le Yémen
- Le gouvernement du Yémen aurait autorisé secrètement les forces armées des États-Unis à bombarder des camps d'Al-Qaïda, fin décembre 2009, sur son territoire et aurait fait passer ses opérations pour son œuvre[92]. Une attaque a eu lieu le 17 décembre 2009 à al Maajala, dans le gouvernorat d'Abyan[93].

#### Lobbyisme américain
- Les États-Unis ont fait pression sur la Russie afin que la nouvelle législation instaurant un système national de paiement par carte n'affecte pas les entreprises Visa et MasterCard[94].
- La diplomatie américaine a grandement aidé Boeing à obtenir des contrats publics de Bahreïn, d'Arabie saoudite et du Bangladesh au détriment de concurrents[95].
- Craig Roberts Stapleton, alors ambassadeur des États-Unis à Paris, a proposé de sanctionner l'Union européenne et d'appliquer des « représailles » contre les pays décourageant l'usage des semences génétiquement modifiées de Monsanto[96].
- McDonald's a demandé au gouvernement des États-Unis de suspendre l'application de l'ALÉAC jusqu'à ce que le Salvador nomme des « juges impartiaux » dans le cadre d'une poursuite de 24 millions de dollars contre la compagnie en 2006[97]. Ce traité a été ratifié par les États-Unis le 30 juin 2005 et le Salvador le 28 février 2006[98].

## Réactions

### Australie
- Le ministre australien des Affaires étrangères Kevin Rudd (cf. photo supra) a condamné la fuite : « Le gouvernement australien condamne sans équivoque les actions de quiconque est responsable de la publication non autorisée d'information confidentielle et classifiée et des communications diplomatiques entre les États. »[99]
- À la suite de l'arrestation de Julian Assange, Rudd a plutôt suggéré que « Assange n'est pas lui-même responsable de la publication non autorisée de 250 000 documents tirés du réseau de communication diplomatique des États-Unis. Les Américains en sont responsables. »[29] Cette déclaration survient alors que l'Australie a accepté de porter à Assange une aide consulaire. Rudd a aussi dit qu'il « se fichait » des critiques des diplomates américains à son égard révélées par les fuites.

### Belgique
- Le ministre belge des Affaires étrangères, Steven Vanackere, a commenté le contenu des fuites, déplorant une « confusion entre le travail diplomatique et l'espionnage »[100].

### Canada

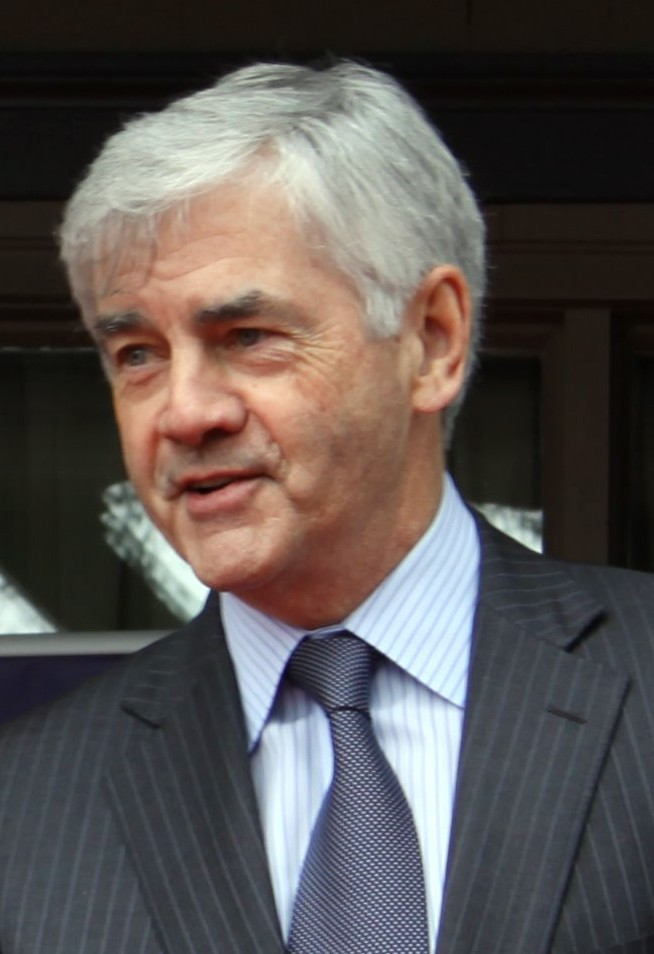
Lawrence Cannon, ministre canadien des Affaires étrangères.

- Le ministre canadien des Affaires étrangères, Lawrence Cannon, a déclaré le 28 novembre 2010 que « ce genre de fuites irresponsables est déplorable et ne sert les intérêts nationaux de personne. Leurs auteurs risquent de menacer notre sécurité nationale[101] ».
- L'ambassadeur canadien en Afghanistan William Crosbie, anticipant la fuite imminente de ses propres déclarations, a proposé sa démission : « Si mes propres commentaires devaient devenir le centre de l'attention [...], vous devriez considérer me remplacer afin que nos relations bilatérales ne soient pas affectées indûment », a-t-il écrit au premier ministre Stephen Harper[102].
- Thomas Flanagan a proposé sur les ondes de CBC l'assassinat de Julian Assange avant de se rétracter[102].

### Chine
- Le ministère des Affaires étrangères chinois a fait savoir qu'il espérait que les fuites « ne perturberaient pas les relations sino-américaines »[103].
- La Chine a bloqué l'accès au site Internet de WikiLeaks[104].

### États-Unis

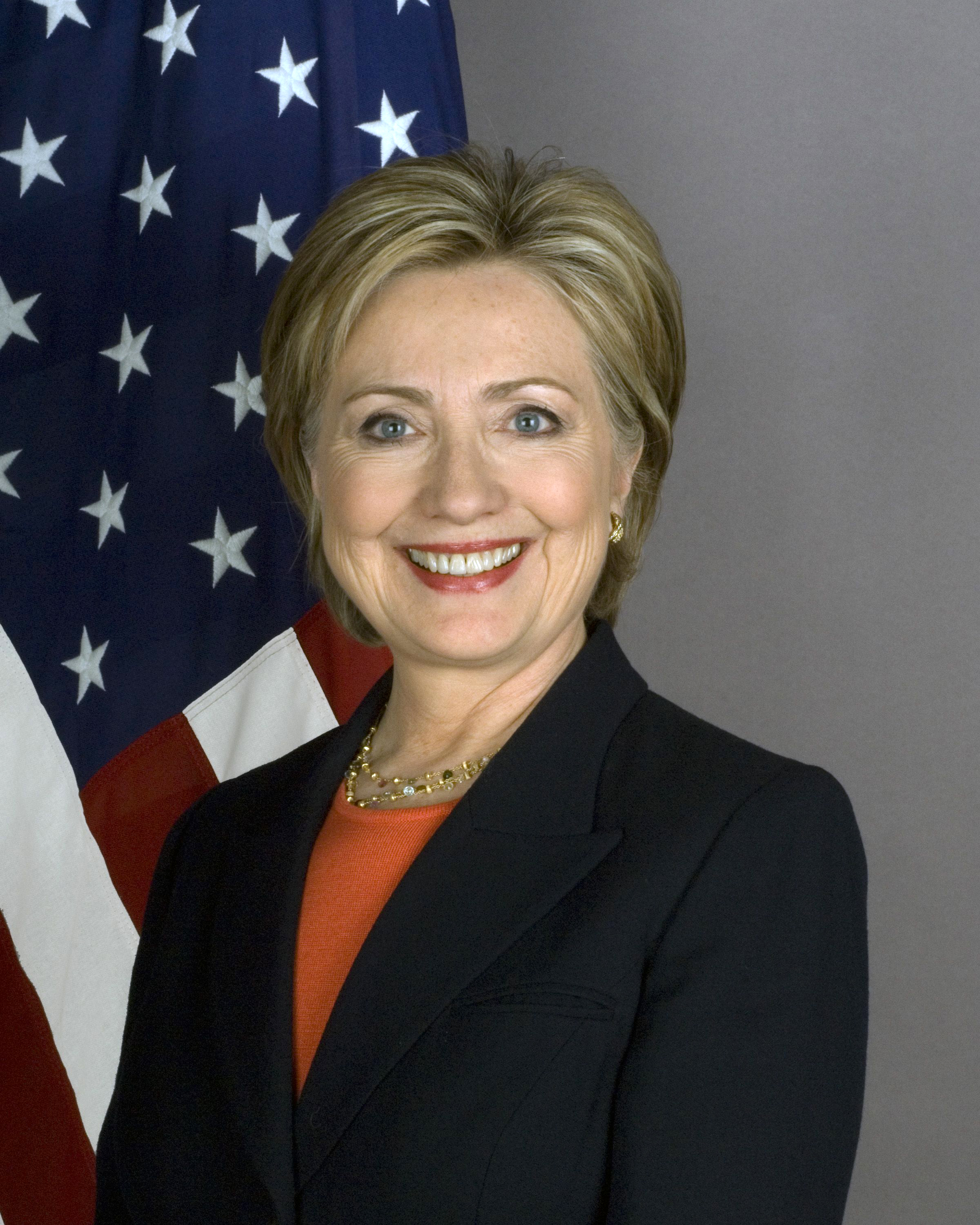
Portrait officiel de la secrétaire d'État américaine Hillary Clinton.

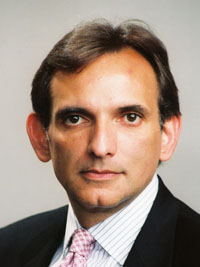
L'ex-ambassadeur Carlos Pascual

- La Maison-Blanche a déclaré que la fuite « mettait en danger les diplomates, les professionnels du renseignement et les gens à travers le monde qui aident les États-Unis à promouvoir la démocratie et un gouvernement ouvert »[31].
- La secrétaire d'État américaine Hillary Clinton a déclaré : « Ceux qui liront les notes diplomatiques publiées par WikiLeaks concluront que les craintes concernant l'Iran sont fondées, largement partagées et continueront d'être le leitmotiv de la politique que nous poursuivons, avec nos partenaires, afin d'empêcher l'Iran de se doter de l'arme nucléaire », reconnaissant tacitement l'authenticité des informations révélées[105].
- Le secrétaire à la Défense des États-Unis Robert Gates a affirmé que « les conséquences pour la politique étrangère sont assez modestes »[106].
- Lors d'un discours prononcé le 15 février 2011 à l'université George Washington à Washington, Hillary Clinton a affirmé que la diffusion de câbles diplomatiques américains par WikiLeaks était le résultat d'un « vol » qui ne remettait pas en cause l'engagement des États-Unis pour la liberté d'accès à Internet.
- L'ambassadeur des États-Unis au Mexique, Carlos Pascual, a démissionné le 19 mars 2011 après une détérioration des relations diplomatiques américaines avec ce pays. La controverse remontait à la publication par WikiLeaks d'un mémorandum en décembre 2010 dans lequel l'ambassadeur critiquait l'efficacité de la guerre contre les narcotrafiquants[107].

### France
- Le porte-parole du gouvernement français François Baroin a considéré comme une « menace » les publications du site WikiLeaks et a déclaré que la France est « très solidaire de l'administration américaine »[108]. Il a ajouté, à propos de WikiLeaks, lors d'une interview à la radio : « j'ai toujours pensé qu'une société transparente, c'était une société totalitaire[109] ».
- L'ancien ministre français de la Défense Alain Juppé a estimé qu'« il est irresponsable pour se faire mousser de porter sur la place publique de telles révélations. Ce n'est pas de la transparence »[110].

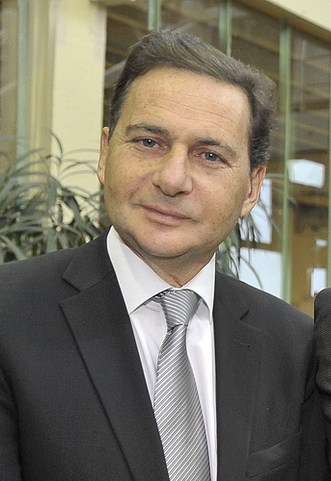
Éric Besson, ministre français de l'Industrie.

- À la suite de l'hébergement partiel de cablegate.wikileaks.org sur un serveur OVH[111], Éric Besson demande le 3 décembre 2010 aux autorités compétentes « quelles actions peuvent être entreprises afin que ce site Internet ne soit plus hébergé en France ». Octave Klaba, le fondateur d'OVH, saisit alors plusieurs juges des référés (sur requête, sans assignation) « afin qu'il(s) se prononce(nt) sur la légalité ou pas de ce site sur le territoire français (...) compte tenu de pressions qui commencent réellement à se faire sentir, même à Roubaix Valley[112]. » Le 6 décembre 2010, la justice française, se fondant sur la loi de 2006 relative à la confiance dans l'économie numérique, estime qu'une décision en référé ne peut être prise et qu'un débat contradictoire sur le fond de l'affaire est nécessaire. Aucune plainte n'a, à cette date, été déposée en France contre WikiLeaks[113] ; et OVH déclare n'avoir reçu aucune notification de contenu manifestement illicite à transmettre à l'hébergeur de WikiLeaks[114].

### Italie

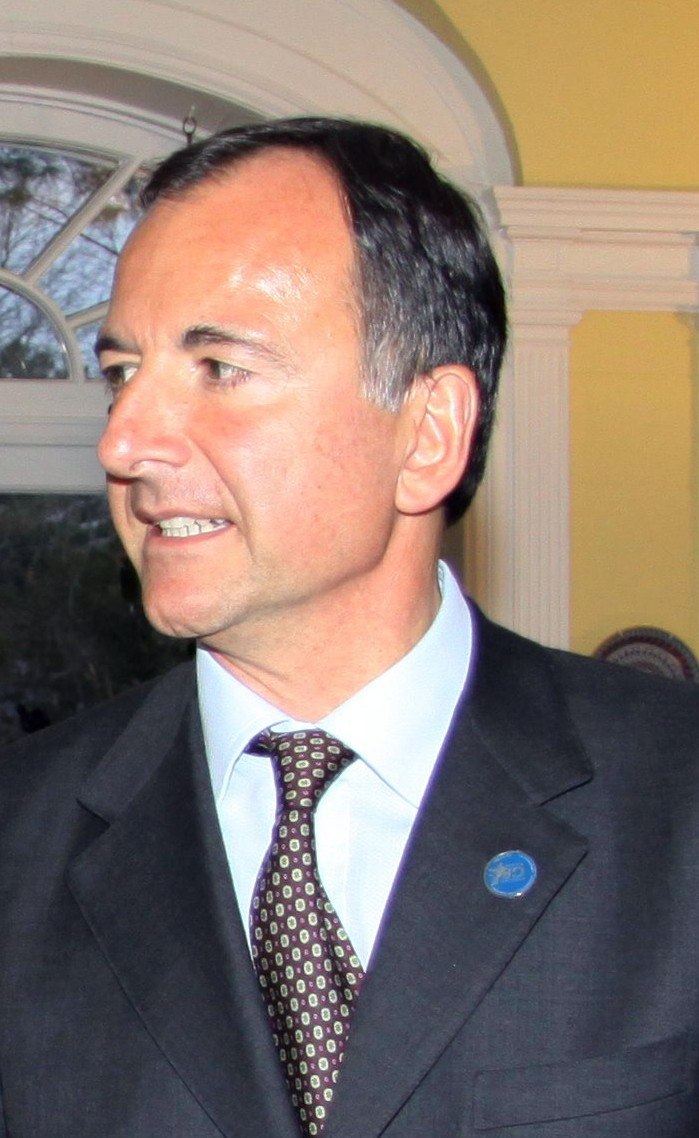
Franco Frattini, ministre italien des Affaires étrangères.

- Le ministre italien des Affaires étrangères, Franco Frattini, a qualifié la fuite de « 11-Septembre de la diplomatie mondiale », après avoir déclaré que la fuite était une « activité criminelle qui a déjà fait l'objet de poursuites dans dix pays »[115].
- Le ministre italien de la Défense, Ignazio La Russa, a qualifié les fuites de « piètres ragots »[110].

### Iran
- Le président iranien Mahmoud Ahmadinejad (cf. photo supra) a affirmé que « ces documents ont été préparés et diffusés par le gouvernement américain selon un plan et dans un objectif précis. Ils font partie d'une campagne de guerre de l'information, mais n'auront pas l'impact politique désiré »[110].
- L'Iran a bloqué les sites Internet d'organisations médiatiques relayant des informations concernant le président Ahmadinejad, dont celui du quotidien El País[116].

### Japon

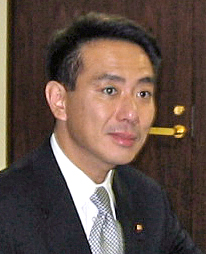
Seiji Maehara, ministre japonais des Affaires étrangères (photo 2005).

- Le ministre japonais des Affaires étrangères, Seiji Maehara, estime que WikiLeaks a « volé ces documents et les a publiés, je ne distingue aucun aspect positif dans cet acte », a-t-il poursuivi. « C'est scandaleux, c'est un acte criminel »[103].

### Pakistan
- Des fausses informations concernant l'Inde ont été publiées par des médias au Pakistan à qui on a fait croire qu'ils s'agissait de télégrammes provenant de WikiLeaks. « Il s'agit là du premier cas où Wikileaks est utilisé à des fins de propagande » selon le correspondant du Guardian dans ce pays[117].

### Russie

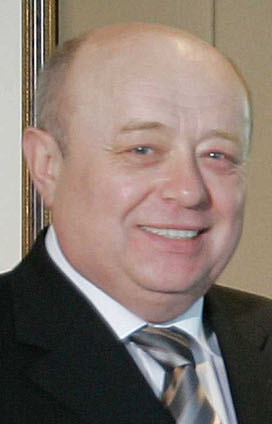
Mikhaïl Fradkov en (photo 2006).

- Le directeur du Service des renseignements extérieurs de la fédération de Russie Mikhaïl Fradkov, a déclaré que « ces données constituent une matière première riche à analyser »[106].
- Le président russe Dmitri Medvedev a critiqué les États-Unis : « Ces fuites sont instructives et montrent au monde entier le cynisme des appréciations et des raisonnements qui dominent dans la politique étrangère [des États-Unis] », a-t-il dit[118].

### OTAN
- L'OTAN a décrié une fuite « illégale, irresponsable et dangereuse »[106].

### Entreprises tierces
- Le site Paypal a gelé les avoirs de WikiLeaks et a bloqué la possibilité de faire des dons à l'organisation[119].
- La société Tableau Software a cessé de supporter WikiLeaks sous la pression de Joseph Lieberman[120].
- Amazon.com, qui hébergeait une partie du site de WikiLeaks, a retiré ces données de ses serveurs[121].
- La banque postale suisse PostFinance a fermé le compte bancaire de Julian Assange[122].
- Les émetteurs de cartes de crédit Visa et Mastercard ont annoncé bloquer l'usage de leurs produits pour faire des dons à WikiLeaks[123].
- Le nom de domaine wikileaks.org a été désactivé par EveryDNS, qui a invoqué des attaques menaçant son réseau[124].

Plusieurs de ces sociétés ont par la suite été victimes d'attaques par déni de service sur leurs sites Internet. Ces attaques ont été revendiquées par l'Operation Payback du groupe Anonymous.